# Llista d'asteroides (386001-387000)
Llista d'asteroides del 386.001 al 387.000, amb data de descoberta i descobridor. És un fragment de la llista d'asteroides completa. Als asteroides se'ls dona un número quan es confirma la seva òrbita, per tant apareixen llistats aproximadament segons la data de descobriment.

## 386001-386100
| Nom    | Designació provisional | Data de descobriment | Lloc de descobriment | Descobridor/s              |
| ------ | ---------------------- | -------------------- | -------------------- | -------------------------- |
| 386001 | 2007 CG56              | 15 de febrer de 2007 | Catalina             | CSS                        |
| 386002 | 2007 CA60              | 10 de febrer de 2007 | Catalina             | CSS                        |
| 386003 | 2007 CU70              | 14 de febrer de 2007 | Mauna Kea            | Mauna Kea                  |
| 386004 | 2007 DM4               | 16 de febrer de 2007 | Mount Lemmon         | Mt. Lemmon Survey          |
| 386005 | 2007 DT5               | 17 de febrer de 2007 | Kitt Peak            | Spacewatch                 |
| 386006 | 2007 DQ14              | 29 de gener de 2007  | Mount Lemmon         | Mt. Lemmon Survey          |
| 386007 | 2007 DN22              | 17 de febrer de 2007 | Kitt Peak            | Spacewatch                 |
| 386008 | 2007 DL24              | 17 de febrer de 2007 | Kitt Peak            | Spacewatch                 |
| 386009 | 2007 DQ26              | 17 de febrer de 2007 | Kitt Peak            | Spacewatch                 |
| 386010 | 2007 DN30              | 17 de febrer de 2007 | Kitt Peak            | Spacewatch                 |
| 386011 | 2007 DZ30              | 17 de febrer de 2007 | Kitt Peak            | Spacewatch                 |
| 386012 | 2007 DB31              | 17 de febrer de 2007 | Kitt Peak            | Spacewatch                 |
| 386013 | 2007 DY34              | 17 de febrer de 2007 | Kitt Peak            | Spacewatch                 |
| 386014 | 2007 DR47              | 21 de febrer de 2007 | Mount Lemmon         | Mt. Lemmon Survey          |
| 386015 | 2007 DY51              | 17 de febrer de 2007 | Mount Lemmon         | Mt. Lemmon Survey          |
| 386016 | 2007 DV52              | 19 de febrer de 2007 | Mount Lemmon         | Mt. Lemmon Survey          |
| 386017 | 2007 DV66              | 21 de febrer de 2007 | Kitt Peak            | Spacewatch                 |
| 386018 | 2007 DE85              | 19 de febrer de 2007 | Catalina             | CSS                        |
| 386019 | 2007 DA88              | 23 de febrer de 2007 | Kitt Peak            | Spacewatch                 |
| 386020 | 2007 DH92              | 23 de febrer de 2007 | Kitt Peak            | Spacewatch                 |
| 386021 | 2007 DJ97              | 23 de febrer de 2007 | Kitt Peak            | Spacewatch                 |
| 386022 | 2007 DJ109             | 23 de febrer de 2007 | Mount Lemmon         | Mt. Lemmon Survey          |
| 386023 | 2007 DX112             | 17 de febrer de 2007 | Kitt Peak            | Spacewatch                 |
| 386024 | 2007 DU113             | 23 de febrer de 2007 | Mount Lemmon         | Mt. Lemmon Survey          |
| 386025 | 2007 EV6               | 21 de febrer de 2007 | Mount Lemmon         | Mt. Lemmon Survey          |
| 386026 | 2007 EB11              | 9 de març de 2007    | Kitt Peak            | Spacewatch                 |
| 386027 | 2007 ED23              | 10 de març de 2007   | Mount Lemmon         | Mt. Lemmon Survey          |
| 386028 | 2007 EG23              | 10 de març de 2007   | Mount Lemmon         | Mt. Lemmon Survey          |
| 386029 | 2007 EK23              | 10 de març de 2007   | Mount Lemmon         | Mt. Lemmon Survey          |
| 386030 | 2007 EO25              | 10 de març de 2007   | Mount Lemmon         | Mt. Lemmon Survey          |
| 386031 | 2007 EY26              | 12 de març de 2007   | Kleť                 | Klet                       |
| 386032 | 2007 EH27              | 12 de març de 2007   | Altschwendt          | W. Ries                    |
| 386033 | 2007 ES31              | 10 de març de 2007   | Kitt Peak            | Spacewatch                 |
| 386034 | 2007 EM39              | 12 de març de 2007   | Calvin-Rehoboth      | Calvin College             |
| 386035 | 2007 ER41              | 9 de març de 2007    | Mount Lemmon         | Mt. Lemmon Survey          |
| 386036 | 2007 EF46              | 9 de març de 2007    | Mount Lemmon         | Mt. Lemmon Survey          |
| 386037 | 2007 ED59              | 22 de febrer de 2007 | Kitt Peak            | Spacewatch                 |
| 386038 | 2007 EH71              | 10 de març de 2007   | Kitt Peak            | Spacewatch                 |
| 386039 | 2007 EX74              | 10 de març de 2007   | Kitt Peak            | Spacewatch                 |
| 386040 | 2007 EP96              | 10 de març de 2007   | Mount Lemmon         | Mt. Lemmon Survey          |
| 386041 | 2007 EZ96              | 10 de març de 2007   | Mount Lemmon         | Mt. Lemmon Survey          |
| 386042 | 2007 EB97              | 10 de març de 2007   | Mount Lemmon         | Mt. Lemmon Survey          |
| 386043 | 2007 ED111             | 11 de març de 2007   | Kitt Peak            | Spacewatch                 |
| 386044 | 2007 EW129             | 9 de març de 2007    | Mount Lemmon         | Mt. Lemmon Survey          |
| 386045 | 2007 ET162             | 15 de març de 2007   | Mount Lemmon         | Mt. Lemmon Survey          |
| 386046 | 2007 EP180             | 14 de març de 2007   | Mount Lemmon         | Mt. Lemmon Survey          |
| 386047 | 2007 EO197             | 15 de març de 2007   | Kitt Peak            | Spacewatch                 |
| 386048 | 2007 EQ217             | 25 de febrer de 2007 | Mount Lemmon         | Mt. Lemmon Survey          |
| 386049 | 2007 ET220             | 11 de març de 2007   | Mount Lemmon         | Mt. Lemmon Survey          |
| 386050 | 2007 EV222             | 12 de març de 2007   | Kitt Peak            | Spacewatch                 |
| 386051 | 2007 FV7               | 16 de març de 2007   | Mount Lemmon         | Mt. Lemmon Survey          |
| 386052 | 2007 FY23              | 20 de març de 2007   | Kitt Peak            | Spacewatch                 |
| 386053 | 2007 FL30              | 20 de març de 2007   | Mount Lemmon         | Mt. Lemmon Survey          |
| 386054 | 2007 FE32              | 20 de març de 2007   | Kitt Peak            | Spacewatch                 |
| 386055 | 2007 FQ35              | 20 de març de 2007   | Catalina             | CSS                        |
| 386056 | 2007 FV35              | 24 de març de 2007   | Moletai              | Moletai                    |
| 386057 | 2007 FH37              | 26 de març de 2007   | Mount Lemmon         | Mt. Lemmon Survey          |
| 386058 | 2007 FF47              | 20 de març de 2007   | Mount Lemmon         | Mt. Lemmon Survey          |
| 386059 | 2007 FP47              | 26 de març de 2007   | Kitt Peak            | Spacewatch                 |
| 386060 | 2007 GD8               | 7 d'abril de 2007    | Mount Lemmon         | Mt. Lemmon Survey          |
| 386061 | 2007 GP36              | 14 d'abril de 2007   | Kitt Peak            | Spacewatch                 |
| 386062 | 2007 GF37              | 26 de febrer de 2007 | Mount Lemmon         | Mt. Lemmon Survey          |
| 386063 | 2007 GK37              | 14 d'abril de 2007   | Kitt Peak            | Spacewatch                 |
| 386064 | 2007 GA50              | 15 d'abril de 2007   | Catalina             | CSS                        |
| 386065 | 2007 GW50              | 15 d'abril de 2007   | Catalina             | CSS                        |
| 386066 | 2007 HJ6               | 16 d'abril de 2007   | Catalina             | CSS                        |
| 386067 | 2007 HX23              | 1 d'octubre de 2005  | Mount Lemmon         | Mt. Lemmon Survey          |
| 386068 | 2007 HO30              | 19 d'abril de 2007   | Mount Lemmon         | Mt. Lemmon Survey          |
| 386069 | 2007 HD33              | 19 d'abril de 2007   | Mount Lemmon         | Mt. Lemmon Survey          |
| 386070 | 2007 HQ35              | 11 d'abril de 2007   | Mount Lemmon         | Mt. Lemmon Survey          |
| 386071 | 2007 HS35              | 15 d'octubre de 2004 | Anderson Mesa        | LONEOS                     |
| 386072 | 2007 HW39              | 20 d'abril de 2007   | Mount Lemmon         | Mt. Lemmon Survey          |
| 386073 | 2007 HK50              | 20 d'abril de 2007   | Kitt Peak            | Spacewatch                 |
| 386074 | 2007 HN63              | 25 d'octubre de 2005 | Mount Lemmon         | Mt. Lemmon Survey          |
| 386075 | 2007 HB91              | 26 de març de 2007   | Mount Lemmon         | Mt. Lemmon Survey          |
| 386076 | 2007 JG7               | 9 de maig de 2007    | Mount Lemmon         | Mt. Lemmon Survey          |
| 386077 | 2007 JA17              | 7 de maig de 2007    | Kitt Peak            | Spacewatch                 |
| 386078 | 2007 JD18              | 25 d'abril de 2007   | Mount Lemmon         | Mt. Lemmon Survey          |
| 386079 | 2007 JM24              | 9 de maig de 2007    | Kitt Peak            | Spacewatch                 |
| 386080 | 2007 JA44              | 6 de maig de 2007    | Purple Mountain      | PMO NEO Survey Program     |
| 386081 | 2007 KH1               | 17 de maig de 2007   | Kitt Peak            | Spacewatch                 |
| 386082 | 2007 LR8               | 11 de maig de 2007   | Mount Lemmon         | Mt. Lemmon Survey          |
| 386083 | 2007 LL12              | 9 de juny de 2007    | Kitt Peak            | Spacewatch                 |
| 386084 | 2007 LK24              | 14 de juny de 2007   | Kitt Peak            | Spacewatch                 |
| 386085 | 2007 LY37              | 11 de juny de 2007   | Siding Spring        | Siding Spring Survey       |
| 386086 | 2007 OL1               | 28 de gener de 2006  | Mount Lemmon         | Mt. Lemmon Survey          |
| 386087 | 2007 OD3               | 21 de juliol de 2007 | Wrightwood           | J. W. Young                |
| 386088 | 2007 OD7               | 24 de juliol de 2007 | Reedy Creek          | J. Broughton               |
| 386089 | 2007 OD8               | 25 de juliol de 2007 | Lulin                | LUSS                       |
| 386090 | 2007 OU10              | 20 de juliol de 2007 | Lulin                | LUSS                       |
| 386091 | 2007 PV2               | 7 d'agost de 2007    | Reedy Creek          | J. Broughton               |
| 386092 | 2007 PO9               | 12 d'agost de 2007   | Great Shefford       | P. Birtwhistle             |
| 386093 | 2007 PG13              | 8 d'agost de 2007    | Socorro              | LINEAR                     |
| 386094 | 2007 PN26              | 12 d'agost de 2007   | Socorro              | LINEAR                     |
| 386095 | 2007 PJ33              | 10 d'agost de 2007   | Kitt Peak            | Spacewatch                 |
| 386096 | 2007 PR44              | 7 d'agost de 2007    | Palomar              | M. E. Schwamb, M. E. Brown |
| 386097 | 2007 PV49              | 10 d'agost de 2007   | Kitt Peak            | Spacewatch                 |
| 386098 | 2007 PY49              | 10 d'agost de 2007   | Kitt Peak            | Spacewatch                 |
| 386099 | 2007 QC1               | 13 d'agost de 2007   | Anderson Mesa        | LONEOS                     |
| 386100 | 2007 QT10              | 10 d'agost de 2007   | Kitt Peak            | Spacewatch                 |

## 386101-386200
| Nom    | Designació provisional | Data de descobriment   | Lloc de descobriment | Descobridor/s          |
| ------ | ---------------------- | ---------------------- | -------------------- | ---------------------- |
| 386101 | 2007 RP30              | 5 de setembre de 2007  | Anderson Mesa        | LONEOS                 |
| 386102 | 2007 RL39              | 8 de setembre de 2007  | Andrushivka          | Andrushivka            |
| 386103 | 2007 RZ40              | 9 de setembre de 2007  | Anderson Mesa        | LONEOS                 |
| 386104 | 2007 RW59              | 16 d'agost de 2007     | XuYi                 | PMO NEO Survey Program |
| 386105 | 2007 RF102             | 11 de setembre de 2007 | Catalina             | CSS                    |
| 386106 | 2007 RF109             | 11 de setembre de 2007 | Kitt Peak            | Spacewatch             |
| 386107 | 2007 RF117             | 11 de setembre de 2007 | Kitt Peak            | Spacewatch             |
| 386108 | 2007 RV123             | 12 de setembre de 2007 | Catalina             | CSS                    |
| 386109 | 2007 RO128             | 12 de setembre de 2007 | Mount Lemmon         | Mt. Lemmon Survey      |
| 386110 | 2007 RY130             | 12 de setembre de 2007 | Mount Lemmon         | Mt. Lemmon Survey      |
| 386111 | 2007 RS135             | 13 de setembre de 2007 | Kitt Peak            | Spacewatch             |
| 386112 | 2007 RQ139             | 13 de setembre de 2007 | Socorro              | LINEAR                 |
| 386113 | 2007 RJ148             | 11 de setembre de 2007 | Purple Mountain      | PMO NEO Survey Program |
| 386114 | 2007 RA169             | 10 de setembre de 2007 | Kitt Peak            | Spacewatch             |
| 386115 | 2007 RO170             | 10 de setembre de 2007 | Kitt Peak            | Spacewatch             |
| 386116 | 2007 RH172             | 10 de setembre de 2007 | Kitt Peak            | Spacewatch             |
| 386117 | 2007 RX178             | 30 de novembre de 2003 | Kitt Peak            | Spacewatch             |
| 386118 | 2007 RB220             | 14 de setembre de 2007 | Mount Lemmon         | Mt. Lemmon Survey      |
| 386119 | 2007 RU227             | 10 de setembre de 2007 | Mount Lemmon         | Mt. Lemmon Survey      |
| 386120 | 2007 RO238             | 14 de setembre de 2007 | Kitt Peak            | Spacewatch             |
| 386121 | 2007 RC262             | 14 de setembre de 2007 | Kitt Peak            | Spacewatch             |
| 386122 | 2007 RD285             | 12 de setembre de 2007 | Mount Lemmon         | Mt. Lemmon Survey      |
| 386123 | 2007 RD286             | 2 de setembre de 2007  | Mount Lemmon         | Mt. Lemmon Survey      |
| 386124 | 2007 RU294             | 14 de setembre de 2007 | Mount Lemmon         | Mt. Lemmon Survey      |
| 386125 | 2007 RV299             | 13 de setembre de 2007 | Catalina             | CSS                    |
| 386126 | 2007 RV307             | 9 de setembre de 2007  | Kitt Peak            | Spacewatch             |
| 386127 | 2007 RQ322             | 13 de setembre de 2007 | Socorro              | LINEAR                 |
| 386128 | 2007 RM325             | 15 de setembre de 2007 | Mount Lemmon         | Mt. Lemmon Survey      |
| 386129 | 2007 SG24              | 18 de setembre de 2007 | Mount Lemmon         | Mt. Lemmon Survey      |
| 386130 | 2007 TO10              | 14 de setembre de 2007 | Mount Lemmon         | Mt. Lemmon Survey      |
| 386131 | 2007 TJ21              | 13 de setembre de 2007 | Mount Lemmon         | Mt. Lemmon Survey      |
| 386132 | 2007 TQ39              | 6 d'octubre de 2007    | Kitt Peak            | Spacewatch             |
| 386133 | 2007 TF41              | 6 d'octubre de 2007    | Kitt Peak            | Spacewatch             |
| 386134 | 2007 TL61              | 7 d'octubre de 2007    | Mount Lemmon         | Mt. Lemmon Survey      |
| 386135 | 2007 TC81              | 11 de setembre de 2007 | Mount Lemmon         | Mt. Lemmon Survey      |
| 386136 | 2007 TH91              | 8 d'octubre de 2007    | Purple Mountain      | PMO NEO Survey Program |
| 386137 | 2007 TV92              | 6 d'octubre de 2007    | Kitt Peak            | Spacewatch             |
| 386138 | 2007 TU93              | 6 d'octubre de 2007    | Kitt Peak            | Spacewatch             |
| 386139 | 2007 TV106             | 4 d'octubre de 2007    | Kitt Peak            | Spacewatch             |
| 386140 | 2007 TC115             | 8 d'octubre de 2007    | Anderson Mesa        | LONEOS                 |
| 386141 | 2007 TV132             | 7 d'octubre de 2007    | Mount Lemmon         | Mt. Lemmon Survey      |
| 386142 | 2007 TC158             | 9 d'octubre de 2007    | Socorro              | LINEAR                 |
| 386143 | 2007 TH159             | 9 d'octubre de 2007    | Socorro              | LINEAR                 |
| 386144 | 2007 TT161             | 11 d'octubre de 2007   | Socorro              | LINEAR                 |
| 386145 | 2007 TU168             | 5 d'octubre de 2007    | Kitt Peak            | Spacewatch             |
| 386146 | 2007 TM188             | 4 d'octubre de 2007    | Kitt Peak            | Spacewatch             |
| 386147 | 2007 TM191             | 4 d'octubre de 2007    | Mount Lemmon         | Mt. Lemmon Survey      |
| 386148 | 2007 TE196             | 7 d'octubre de 2007    | Mount Lemmon         | Mt. Lemmon Survey      |
| 386149 | 2007 TD245             | 8 d'octubre de 2007    | Catalina             | CSS                    |
| 386150 | 2007 TF256             | 10 d'octubre de 2007   | Kitt Peak            | Spacewatch             |
| 386151 | 2007 TD271             | 9 d'octubre de 2007    | Kitt Peak            | Spacewatch             |
| 386152 | 2007 TP292             | 8 d'octubre de 2007    | Mount Lemmon         | Mt. Lemmon Survey      |
| 386153 | 2007 TB302             | 12 d'octubre de 2007   | Kitt Peak            | Spacewatch             |
| 386154 | 2007 TN316             | 6 d'octubre de 2007    | Kitt Peak            | Spacewatch             |
| 386155 | 2007 TF320             | 13 d'octubre de 2007   | Kitt Peak            | Spacewatch             |
| 386156 | 2007 TV326             | 25 de setembre de 2007 | Mount Lemmon         | Mt. Lemmon Survey      |
| 386157 | 2007 TC366             | 13 de setembre de 2007 | Catalina             | CSS                    |
| 386158 | 2007 TH366             | 9 d'octubre de 2007    | Catalina             | CSS                    |
| 386159 | 2007 TB372             | 13 d'octubre de 2007   | Catalina             | CSS                    |
| 386160 | 2007 TL373             | 14 d'octubre de 2007   | Kitt Peak            | Spacewatch             |
| 386161 | 2007 TU377             | 11 d'octubre de 2007   | Kitt Peak            | Spacewatch             |
| 386162 | 2007 TM399             | 15 d'octubre de 2007   | Kitt Peak            | Spacewatch             |
| 386163 | 2007 TR433             | 11 d'octubre de 2007   | Catalina             | CSS                    |
| 386164 | 2007 TE439             | 12 d'octubre de 2007   | Kitt Peak            | Spacewatch             |
| 386165 | 2007 TO444             | 9 d'octubre de 2007    | Socorro              | LINEAR                 |
| 386166 | 2007 TA449             | 9 d'octubre de 2007    | Kitt Peak            | Spacewatch             |
| 386167 | 2007 UL3               | 16 d'octubre de 2007   | Andrushivka          | Andrushivka            |
| 386168 | 2007 UH24              | 8 d'octubre de 2007    | Kitt Peak            | Spacewatch             |
| 386169 | 2007 UX48              | 20 d'octubre de 2007   | Mount Lemmon         | Mt. Lemmon Survey      |
| 386170 | 2007 UE64              | 12 de març de 2005     | Kitt Peak            | Spacewatch             |
| 386171 | 2007 UK79              | 10 d'octubre de 2007   | Mount Lemmon         | Mt. Lemmon Survey      |
| 386172 | 2007 UK82              | 30 d'octubre de 2007   | Kitt Peak            | Spacewatch             |
| 386173 | 2007 UD89              | 12 d'octubre de 2007   | Kitt Peak            | Spacewatch             |
| 386174 | 2007 UY103             | 30 d'octubre de 2007   | Kitt Peak            | Spacewatch             |
| 386175 | 2007 UJ115             | 31 d'octubre de 2007   | Kitt Peak            | Spacewatch             |
| 386176 | 2007 UV124             | 15 de setembre de 2007 | Mount Lemmon         | Mt. Lemmon Survey      |
| 386177 | 2007 UE137             | 16 d'octubre de 2007   | Kitt Peak            | Spacewatch             |
| 386178 | 2007 UU137             | 18 d'octubre de 2007   | Kitt Peak            | Spacewatch             |
| 386179 | 2007 VT50              | 16 d'octubre de 2007   | Mount Lemmon         | Mt. Lemmon Survey      |
| 386180 | 2007 VQ53              | 1 de novembre de 2007  | Kitt Peak            | Spacewatch             |
| 386181 | 2007 VH60              | 18 d'octubre de 2007   | Kitt Peak            | Spacewatch             |
| 386182 | 2007 VH66              | 2 de novembre de 2007  | Kitt Peak            | Spacewatch             |
| 386183 | 2007 VD79              | 8 d'octubre de 2007    | Kitt Peak            | Spacewatch             |
| 386184 | 2007 VA89              | 3 de novembre de 2007  | Socorro              | LINEAR                 |
| 386185 | 2007 VH89              | 4 de novembre de 2007  | Socorro              | LINEAR                 |
| 386186 | 2007 VT96              | 1 de novembre de 2007  | Kitt Peak            | Spacewatch             |
| 386187 | 2007 VC107             | 3 de novembre de 2007  | Kitt Peak            | Spacewatch             |
| 386188 | 2007 VB120             | 5 de novembre de 2007  | Kitt Peak            | Spacewatch             |
| 386189 | 2007 VM135             | 3 de novembre de 2007  | Mount Lemmon         | Mt. Lemmon Survey      |
| 386190 | 2007 VD142             | 20 d'octubre de 2007   | Mount Lemmon         | Mt. Lemmon Survey      |
| 386191 | 2007 VY142             | 4 de novembre de 2007  | Kitt Peak            | Spacewatch             |
| 386192 | 2007 VU150             | 7 de novembre de 2007  | Kitt Peak            | Spacewatch             |
| 386193 | 2007 VO154             | 9 d'octubre de 2007    | Kitt Peak            | Spacewatch             |
| 386194 | 2007 VQ196             | 7 de novembre de 2007  | Mount Lemmon         | Mt. Lemmon Survey      |
| 386195 | 2007 VA211             | 9 de novembre de 2007  | Kitt Peak            | Spacewatch             |
| 386196 | 2007 VS215             | 9 de novembre de 2007  | Kitt Peak            | Spacewatch             |
| 386197 | 2007 VW217             | 9 de novembre de 2007  | Kitt Peak            | Spacewatch             |
| 386198 | 2007 VG230             | 7 de novembre de 2007  | Kitt Peak            | Spacewatch             |
| 386199 | 2007 VM253             | 7 d'octubre de 2007    | Catalina             | CSS                    |
| 386200 | 2007 VE263             | 1 de novembre de 2007  | Kitt Peak            | Spacewatch             |

## 386201-386300
| Nom    | Designació provisional | Data de descobriment   | Lloc de descobriment | Descobridor/s                     |
| ------ | ---------------------- | ---------------------- | -------------------- | --------------------------------- |
| 386201 | 2007 VU269             | 3 de novembre de 2007  | Kitt Peak            | Spacewatch                        |
| 386202 | 2007 VR287             | 2 de novembre de 2007  | Kitt Peak            | Spacewatch                        |
| 386203 | 2007 VA288             | 2 de novembre de 2007  | Kitt Peak            | Spacewatch                        |
| 386204 | 2007 VP289             | 13 de novembre de 2007 | Mount Lemmon         | Mt. Lemmon Survey                 |
| 386205 | 2007 VC298             | 11 de novembre de 2007 | Catalina             | CSS                               |
| 386206 | 2007 VL308             | 6 de novembre de 2007  | Kitt Peak            | Spacewatch                        |
| 386207 | 2007 VH321             | 8 de novembre de 2007  | Kitt Peak            | Spacewatch                        |
| 386208 | 2007 VA326             | 3 de novembre de 2007  | Socorro              | LINEAR                            |
| 386209 | 2007 VB327             | 5 de novembre de 2007  | Kitt Peak            | Spacewatch                        |
| 386210 | 2007 VZ328             | 12 de novembre de 2007 | Mount Lemmon         | Mt. Lemmon Survey                 |
| 386211 | 2007 VC329             | 12 de novembre de 2007 | Mount Lemmon         | Mt. Lemmon Survey                 |
| 386212 | 2007 VE329             | 12 de novembre de 2007 | Mount Lemmon         | Mt. Lemmon Survey                 |
| 386213 | 2007 WF2               | 16 de novembre de 2007 | Charleston           | Astronomical Research Observatory |
| 386214 | 2007 WB4               | 18 de setembre de 2007 | Mount Lemmon         | Mt. Lemmon Survey                 |
| 386215 | 2007 WO6               | 17 de novembre de 2007 | Socorro              | LINEAR                            |
| 386216 | 2007 WW34              | 18 de novembre de 2007 | Socorro              | LINEAR                            |
| 386217 | 2007 WZ40              | 2 de novembre de 2007  | Kitt Peak            | Spacewatch                        |
| 386218 | 2007 WJ50              | 20 de novembre de 2007 | Mount Lemmon         | Mt. Lemmon Survey                 |
| 386219 | 2007 WX58              | 19 de novembre de 2007 | Kitt Peak            | Spacewatch                        |
| 386220 | 2007 WL62              | 18 de novembre de 2007 | Kitt Peak            | Spacewatch                        |
| 386221 | 2007 XQ19              | 12 de desembre de 2007 | Socorro              | LINEAR                            |
| 386222 | 2007 XS39              | 12 de novembre de 2007 | Mount Lemmon         | Mt. Lemmon Survey                 |
| 386223 | 2007 XY44              | 4 de desembre de 2007  | Kitt Peak            | Spacewatch                        |
| 386224 | 2007 YY2               | 18 de desembre de 2007 | Bergisch Gladbac     | W. Bickel                         |
| 386225 | 2007 YB12              | 17 de desembre de 2007 | Mount Lemmon         | Mt. Lemmon Survey                 |
| 386226 | 2007 YN34              | 20 de desembre de 2007 | Kitt Peak            | Spacewatch                        |
| 386227 | 2007 YB37              | 3 de novembre de 2007  | Mount Lemmon         | Mt. Lemmon Survey                 |
| 386228 | 2007 YK41              | 30 de desembre de 2007 | Kitt Peak            | Spacewatch                        |
| 386229 | 2007 YW42              | 5 de desembre de 2007  | Kitt Peak            | Spacewatch                        |
| 386230 | 2007 YQ45              | 30 de desembre de 2007 | Mount Lemmon         | Mt. Lemmon Survey                 |
| 386231 | 2007 YE49              | 28 de desembre de 2007 | Kitt Peak            | Spacewatch                        |
| 386232 | 2007 YD63              | 31 de desembre de 2007 | Mount Lemmon         | Mt. Lemmon Survey                 |
| 386233 | 2007 YE72              | 18 de desembre de 2007 | Mount Lemmon         | Mt. Lemmon Survey                 |
| 386234 | 2008 AO6               | 6 de novembre de 2007  | Kitt Peak            | Spacewatch                        |
| 386235 | 2008 AX6               | 10 de gener de 2008    | Mount Lemmon         | Mt. Lemmon Survey                 |
| 386236 | 2008 AX8               | 10 de gener de 2008    | Kitt Peak            | Spacewatch                        |
| 386237 | 2008 AM13              | 10 de gener de 2008    | Mount Lemmon         | Mt. Lemmon Survey                 |
| 386238 | 2008 AC37              | 10 de gener de 2008    | Kitt Peak            | Spacewatch                        |
| 386239 | 2008 AR49              | 11 de gener de 2008    | Kitt Peak            | Spacewatch                        |
| 386240 | 2008 AU58              | 12 de novembre de 2007 | Mount Lemmon         | Mt. Lemmon Survey                 |
| 386241 | 2008 AR59              | 31 de desembre de 2007 | Kitt Peak            | Spacewatch                        |
| 386242 | 2008 AH72              | 14 de gener de 2008    | Kitt Peak            | Spacewatch                        |
| 386243 | 2008 AO87              | 15 de desembre de 2007 | Mount Lemmon         | Mt. Lemmon Survey                 |
| 386244 | 2008 AA92              | 14 de gener de 2008    | Kitt Peak            | Spacewatch                        |
| 386245 | 2008 AZ92              | 14 de gener de 2008    | Kitt Peak            | Spacewatch                        |
| 386246 | 2008 AP117             | 14 de gener de 2008    | Kitt Peak            | Spacewatch                        |
| 386247 | 2008 AS134             | 10 de gener de 2008    | Socorro              | LINEAR                            |
| 386248 | 2008 AV134             | 10 de gener de 2008    | Catalina             | CSS                               |
| 386249 | 2008 BL13              | 19 de gener de 2008    | Mount Lemmon         | Mt. Lemmon Survey                 |
| 386250 | 2008 CS8               | 2 de febrer de 2008    | Mount Lemmon         | Mt. Lemmon Survey                 |
| 386251 | 2008 CN12              | 3 de febrer de 2008    | Kitt Peak            | Spacewatch                        |
| 386252 | 2008 CR15              | 3 de febrer de 2008    | Kitt Peak            | Spacewatch                        |
| 386253 | 2008 CG62              | 19 de novembre de 2007 | Kitt Peak            | Spacewatch                        |
| 386254 | 2008 CG73              | 6 de febrer de 2008    | Catalina             | CSS                               |
| 386255 | 2008 CV202             | 8 de febrer de 2008    | Mount Lemmon         | Mt. Lemmon Survey                 |
| 386256 | 2008 CR207             | 8 de febrer de 2008    | Kitt Peak            | Spacewatch                        |
| 386257 | 2008 DW29              | 10 de gener de 2008    | Mount Lemmon         | Mt. Lemmon Survey                 |
| 386258 | 2008 DK57              | 28 de febrer de 2008   | Catalina             | CSS                               |
| 386259 | 2008 EJ1               | 2 de març de 2008      | Siding Spring        | Siding Spring Survey              |
| 386260 | 2008 EQ67              | 17 de setembre de 2006 | Kitt Peak            | Spacewatch                        |
| 386261 | 2008 FY60              | 29 de març de 2008     | Mount Lemmon         | Mt. Lemmon Survey                 |
| 386262 | 2008 FN73              | 30 de març de 2008     | Kitt Peak            | Spacewatch                        |
| 386263 | 2008 FQ93              | 29 de març de 2008     | Kitt Peak            | Spacewatch                        |
| 386264 | 2008 FP110             | 1 de desembre de 2003  | Kitt Peak            | Spacewatch                        |
| 386265 | 2008 GO6               | 12 de febrer de 2004   | Kitt Peak            | Spacewatch                        |
| 386266 | 2008 GS75              | 7 d'abril de 2008      | Kitt Peak            | Spacewatch                        |
| 386267 | 2008 HF25              | 27 d'abril de 2008     | Mount Lemmon         | Mt. Lemmon Survey                 |
| 386268 | 2008 JN6               | 31 de març de 2008     | Mount Lemmon         | Mt. Lemmon Survey                 |
| 386269 | 2008 JE17              | 3 de maig de 2008      | Mount Lemmon         | Mt. Lemmon Survey                 |
| 386270 | 2008 JF17              | 3 de maig de 2008      | Mount Lemmon         | Mt. Lemmon Survey                 |
| 386271 | 2008 KH3               | 26 de maig de 2008     | Kitt Peak            | Spacewatch                        |
| 386272 | 2008 KP10              | 29 de maig de 2008     | Mount Lemmon         | Mt. Lemmon Survey                 |
| 386273 | 2008 KS29              | 29 de maig de 2008     | Kitt Peak            | Spacewatch                        |
| 386274 | 2008 KC43              | 26 de maig de 2008     | Kitt Peak            | Spacewatch                        |
| 386275 | 2008 LT14              | 8 de juny de 2008      | Kitt Peak            | Spacewatch                        |
| 386276 | 2008 OB25              | 30 de juliol de 2008   | Kitt Peak            | Spacewatch                        |
| 386277 | 2008 QD                | 20 d'agost de 2008     | Piszkéstet&          | K. Sárneczky                      |
| 386278 | 2008 QN10              | 26 d'agost de 2008     | La Sagra             | OAM                               |
| 386279 | 2008 QR19              | 29 d'agost de 2008     | La Sagra             | OAM                               |
| 386280 | 2008 QS25              | 30 d'agost de 2008     | Dauban               | F. Kugel                          |
| 386281 | 2008 RJ1               | 4 de setembre de 2008  | Kitt Peak            | Spacewatch                        |
| 386282 | 2008 RO2               | 2 de setembre de 2008  | Kitt Peak            | Spacewatch                        |
| 386283 | 2008 RT4               | 2 de setembre de 2008  | Kitt Peak            | Spacewatch                        |
| 386284 | 2008 RH39              | 2 de setembre de 2008  | Kitt Peak            | Spacewatch                        |
| 386285 | 2008 RW41              | 2 de setembre de 2008  | Kitt Peak            | Spacewatch                        |
| 386286 | 2008 RU84              | 8 de desembre de 2005  | Kitt Peak            | Spacewatch                        |
| 386287 | 2008 RF85              | 4 de setembre de 2008  | Kitt Peak            | Spacewatch                        |
| 386288 | 2008 RS104             | 17 de febrer de 2007   | Kitt Peak            | Spacewatch                        |
| 386289 | 2008 RD116             | 7 de setembre de 2008  | Mount Lemmon         | Mt. Lemmon Survey                 |
| 386290 | 2008 RH118             | 9 de setembre de 2008  | Mount Lemmon         | Mt. Lemmon Survey                 |
| 386291 | 2008 RJ131             | 9 de setembre de 2008  | Mount Lemmon         | Mt. Lemmon Survey                 |
| 386292 | 2008 RX133             | 6 de setembre de 2008  | Catalina             | CSS                               |
| 386293 | 2008 RG134             | 6 de setembre de 2008  | Catalina             | CSS                               |
| 386294 | 2008 RJ140             | 9 de setembre de 2008  | Catalina             | CSS                               |
| 386295 | 2008 RN140             | 9 de setembre de 2008  | Catalina             | CSS                               |
| 386296 | 2008 SD1               | 21 de setembre de 2008 | Grove Creek          | F. Tozzi                          |
| 386297 | 2008 SP5               | 22 de setembre de 2008 | Socorro              | LINEAR                            |
| 386298 | 2008 SR7               | 24 de setembre de 2008 | Catalina             | CSS                               |
| 386299 | 2008 SL16              | 19 de setembre de 2008 | Kitt Peak            | Spacewatch                        |
| 386300 | 2008 SB26              | 19 de setembre de 2008 | Kitt Peak            | Spacewatch                        |

## 386301-386400
| Nom    | Designació provisional | Data de descobriment   | Lloc de descobriment | Descobridor/s     |
| ------ | ---------------------- | ---------------------- | -------------------- | ----------------- |
| 386301 | 2008 SS28              | 19 de setembre de 2008 | Kitt Peak            | Spacewatch        |
| 386302 | 2008 SA29              | 4 de setembre de 2008  | Kitt Peak            | Spacewatch        |
| 386303 | 2008 SF29              | 19 de setembre de 2008 | Kitt Peak            | Spacewatch        |
| 386304 | 2008 SN35              | 20 de setembre de 2008 | Kitt Peak            | Spacewatch        |
| 386305 | 2008 SD45              | 7 de setembre de 2008  | Mount Lemmon         | Mt. Lemmon Survey |
| 386306 | 2008 SL50              | 20 de setembre de 2008 | Mount Lemmon         | Mt. Lemmon Survey |
| 386307 | 2008 SD53              | 20 de setembre de 2008 | Mount Lemmon         | Mt. Lemmon Survey |
| 386308 | 2008 SB56              | 20 de setembre de 2008 | Kitt Peak            | Spacewatch        |
| 386309 | 2008 SS56              | 20 de setembre de 2008 | Mount Lemmon         | Mt. Lemmon Survey |
| 386310 | 2008 SM59              | 20 de setembre de 2008 | Kitt Peak            | Spacewatch        |
| 386311 | 2008 SW59              | 5 de març de 2006      | Kitt Peak            | Spacewatch        |
| 386312 | 2008 SB64              | 21 de setembre de 2008 | Kitt Peak            | Spacewatch        |
| 386313 | 2008 SO65              | 7 de setembre de 2008  | Mount Lemmon         | Mt. Lemmon Survey |
| 386314 | 2008 SW65              | 21 de setembre de 2008 | Mount Lemmon         | Mt. Lemmon Survey |
| 386315 | 2008 SH66              | 21 de setembre de 2008 | Mount Lemmon         | Mt. Lemmon Survey |
| 386316 | 2008 SY72              | 22 de setembre de 2008 | Mount Lemmon         | Mt. Lemmon Survey |
| 386317 | 2008 SQ80              | 23 de setembre de 2008 | Catalina             | CSS               |
| 386318 | 2008 SH86              | 9 de setembre de 2008  | Kitt Peak            | Spacewatch        |
| 386319 | 2008 SE94              | 21 de setembre de 2008 | Kitt Peak            | Spacewatch        |
| 386320 | 2008 SV94              | 21 de setembre de 2008 | Kitt Peak            | Spacewatch        |
| 386321 | 2008 SC100             | 21 de setembre de 2008 | Kitt Peak            | Spacewatch        |
| 386322 | 2008 SG116             | 22 de setembre de 2008 | Kitt Peak            | Spacewatch        |
| 386323 | 2008 SL127             | 22 de setembre de 2008 | Mount Lemmon         | Mt. Lemmon Survey |
| 386324 | 2008 SQ130             | 22 de setembre de 2008 | Kitt Peak            | Spacewatch        |
| 386325 | 2008 SC151             | 9 de setembre de 2008  | Catalina             | CSS               |
| 386326 | 2008 SQ151             | 28 de gener de 2006    | Mount Lemmon         | Mt. Lemmon Survey |
| 386327 | 2008 ST155             | 22 de setembre de 2008 | Kitt Peak            | Spacewatch        |
| 386328 | 2008 SX159             | 24 de setembre de 2008 | Socorro              | LINEAR            |
| 386329 | 2008 SL167             | 28 de setembre de 2008 | Socorro              | LINEAR            |
| 386330 | 2008 SR170             | 21 de setembre de 2008 | Mount Lemmon         | Mt. Lemmon Survey |
| 386331 | 2008 SS192             | 25 de setembre de 2008 | Kitt Peak            | Spacewatch        |
| 386332 | 2008 SJ193             | 25 de setembre de 2008 | Kitt Peak            | Spacewatch        |
| 386333 | 2008 SB201             | 26 de setembre de 2008 | Kitt Peak            | Spacewatch        |
| 386334 | 2008 SV207             | 27 de setembre de 2008 | Catalina             | CSS               |
| 386335 | 2008 SE223             | 25 de setembre de 2008 | Mount Lemmon         | Mt. Lemmon Survey |
| 386336 | 2008 SP242             | 29 de setembre de 2008 | Kitt Peak            | Spacewatch        |
| 386337 | 2008 SZ243             | 24 de setembre de 2008 | Catalina             | CSS               |
| 386338 | 2008 SB246             | 9 de setembre de 2008  | Catalina             | CSS               |
| 386339 | 2008 SG250             | 23 de setembre de 2008 | Catalina             | CSS               |
| 386340 | 2008 SG259             | 23 de setembre de 2008 | Catalina             | CSS               |
| 386341 | 2008 SJ265             | 28 de setembre de 2008 | Mount Lemmon         | Mt. Lemmon Survey |
| 386342 | 2008 SG269             | 21 de setembre de 2008 | Mount Lemmon         | Mt. Lemmon Survey |
| 386343 | 2008 SG271             | 29 de setembre de 2008 | Catalina             | CSS               |
| 386344 | 2008 SL271             | 29 de setembre de 2008 | Mount Lemmon         | Mt. Lemmon Survey |
| 386345 | 2008 SW271             | 24 de setembre de 2008 | Mount Lemmon         | Mt. Lemmon Survey |
| 386346 | 2008 SL284             | 24 de setembre de 2008 | Kitt Peak            | Spacewatch        |
| 386347 | 2008 SD287             | 23 de setembre de 2008 | Kitt Peak            | Spacewatch        |
| 386348 | 2008 SG288             | 23 de setembre de 2008 | Kitt Peak            | Spacewatch        |
| 386349 | 2008 SD296             | 28 de setembre de 2008 | Catalina             | CSS               |
| 386350 | 2008 SR299             | 22 de setembre de 2008 | Kitt Peak            | Spacewatch        |
| 386351 | 2008 SY299             | 22 de setembre de 2008 | Mount Lemmon         | Mt. Lemmon Survey |
| 386352 | 2008 SA303             | 24 de setembre de 2008 | Kitt Peak            | Spacewatch        |
| 386353 | 2008 SF308             | 29 de setembre de 2008 | Mount Lemmon         | Mt. Lemmon Survey |
| 386354 | 2008 TM5               | 1 d'octubre de 2008    | La Sagra             | OAM               |
| 386355 | 2008 TU8               | 6 d'octubre de 2008    | Junk Bond            | D. Healy          |
| 386356 | 2008 TS23              | 2 d'octubre de 2008    | Mount Lemmon         | Mt. Lemmon Survey |
| 386357 | 2008 TL45              | 1 d'octubre de 2008    | Mount Lemmon         | Mt. Lemmon Survey |
| 386358 | 2008 TX45              | 1 d'octubre de 2008    | Kitt Peak            | Spacewatch        |
| 386359 | 2008 TW49              | 2 d'octubre de 2008    | Kitt Peak            | Spacewatch        |
| 386360 | 2008 TV67              | 2 d'octubre de 2008    | Kitt Peak            | Spacewatch        |
| 386361 | 2008 TT85              | 3 d'octubre de 2008    | Kitt Peak            | Spacewatch        |
| 386362 | 2008 TY91              | 4 d'octubre de 2008    | Catalina             | CSS               |
| 386363 | 2008 TQ95              | 2 d'octubre de 2008    | Catalina             | CSS               |
| 386364 | 2008 TP113             | 6 d'octubre de 2008    | Kitt Peak            | Spacewatch        |
| 386365 | 2008 TG124             | 4 de març de 2006      | Kitt Peak            | Spacewatch        |
| 386366 | 2008 TN127             | 8 d'octubre de 2008    | Mount Lemmon         | Mt. Lemmon Survey |
| 386367 | 2008 TS127             | 8 d'octubre de 2008    | Mount Lemmon         | Mt. Lemmon Survey |
| 386368 | 2008 TU128             | 8 d'octubre de 2008    | Catalina             | CSS               |
| 386369 | 2008 TN131             | 8 d'octubre de 2008    | Mount Lemmon         | Mt. Lemmon Survey |
| 386370 | 2008 TO139             | 8 d'octubre de 2008    | Mount Lemmon         | Mt. Lemmon Survey |
| 386371 | 2008 TJ145             | 4 de febrer de 2006    | Kitt Peak            | Spacewatch        |
| 386372 | 2008 TT149             | 9 d'octubre de 2008    | Mount Lemmon         | Mt. Lemmon Survey |
| 386373 | 2008 TV164             | 2 d'octubre de 2008    | Kitt Peak            | Spacewatch        |
| 386374 | 2008 TO166             | 7 d'octubre de 2008    | Mount Lemmon         | Mt. Lemmon Survey |
| 386375 | 2008 TN173             | 7 de setembre de 2008  | Mount Lemmon         | Mt. Lemmon Survey |
| 386376 | 2008 TQ177             | 23 de setembre de 2008 | Catalina             | CSS               |
| 386377 | 2008 UV11              | 17 d'octubre de 2008   | Kitt Peak            | Spacewatch        |
| 386378 | 2008 UH28              | 20 d'octubre de 2008   | Kitt Peak            | Spacewatch        |
| 386379 | 2008 UJ41              | 20 d'octubre de 2008   | Kitt Peak            | Spacewatch        |
| 386380 | 2008 UB54              | 20 d'octubre de 2008   | Kitt Peak            | Spacewatch        |
| 386381 | 2008 UR60              | 28 de setembre de 2008 | Mount Lemmon         | Mt. Lemmon Survey |
| 386382 | 2008 UZ70              | 21 d'octubre de 2008   | Kitt Peak            | Spacewatch        |
| 386383 | 2008 UF73              | 21 d'octubre de 2008   | Kitt Peak            | Spacewatch        |
| 386384 | 2008 UJ79              | 22 d'octubre de 2008   | Kitt Peak            | Spacewatch        |
| 386385 | 2008 UX86              | 23 de setembre de 2008 | Kitt Peak            | Spacewatch        |
| 386386 | 2008 UZ107             | 21 d'octubre de 2008   | Mount Lemmon         | Mt. Lemmon Survey |
| 386387 | 2008 UB115             | 22 d'octubre de 2008   | Kitt Peak            | Spacewatch        |
| 386388 | 2008 UN127             | 22 d'octubre de 2008   | Kitt Peak            | Spacewatch        |
| 386389 | 2008 UH138             | 22 de setembre de 2008 | Mount Lemmon         | Mt. Lemmon Survey |
| 386390 | 2008 US147             | 23 d'octubre de 2008   | Kitt Peak            | Spacewatch        |
| 386391 | 2008 UO148             | 23 d'octubre de 2008   | Kitt Peak            | Spacewatch        |
| 386392 | 2008 UU148             | 23 d'octubre de 2008   | Kitt Peak            | Spacewatch        |
| 386393 | 2008 US158             | 23 d'octubre de 2008   | Kitt Peak            | Spacewatch        |
| 386394 | 2008 UQ161             | 24 d'octubre de 2008   | Kitt Peak            | Spacewatch        |
| 386395 | 2008 UD165             | 24 d'octubre de 2008   | Kitt Peak            | Spacewatch        |
| 386396 | 2008 UB167             | 24 d'octubre de 2008   | Kitt Peak            | Spacewatch        |
| 386397 | 2008 UP173             | 23 de setembre de 2008 | Catalina             | CSS               |
| 386398 | 2008 UT173             | 24 d'octubre de 2008   | Catalina             | CSS               |
| 386399 | 2008 UF180             | 16 de febrer de 2001   | Kitt Peak            | Spacewatch        |
| 386400 | 2008 UC184             | 24 d'octubre de 2008   | Mount Lemmon         | Mt. Lemmon Survey |

## 386401-386500
| Nom    | Designació provisional | Data de descobriment   | Lloc de descobriment | Descobridor/s     |
| ------ | ---------------------- | ---------------------- | -------------------- | ----------------- |
| 386401 | 2008 UE198             | 25 d'octubre de 2008   | Socorro              | LINEAR            |
| 386402 | 2008 UL200             | 7 de setembre de 2008  | Mount Lemmon         | Mt. Lemmon Survey |
| 386403 | 2008 UL214             | 10 d'octubre de 2008   | Catalina             | CSS               |
| 386404 | 2008 UX214             | 29 de setembre de 2008 | Mount Lemmon         | Mt. Lemmon Survey |
| 386405 | 2008 UL222             | 8 de març de 2005      | Mount Lemmon         | Mt. Lemmon Survey |
| 386406 | 2008 UO227             | 16 de setembre de 2003 | Kitt Peak            | Spacewatch        |
| 386407 | 2008 UT237             | 30 de setembre de 2008 | Mount Lemmon         | Mt. Lemmon Survey |
| 386408 | 2008 UL239             | 26 d'octubre de 2008   | Kitt Peak            | Spacewatch        |
| 386409 | 2008 UQ244             | 26 d'octubre de 2008   | Catalina             | CSS               |
| 386410 | 2008 UB250             | 27 d'octubre de 2008   | Mount Lemmon         | Mt. Lemmon Survey |
| 386411 | 2008 UU262             | 27 d'octubre de 2008   | Mount Lemmon         | Mt. Lemmon Survey |
| 386412 | 2008 US284             | 28 d'octubre de 2008   | Mount Lemmon         | Mt. Lemmon Survey |
| 386413 | 2008 UT286             | 8 d'abril de 2006      | Kitt Peak            | Spacewatch        |
| 386414 | 2008 UZ303             | 29 d'octubre de 2008   | Mount Lemmon         | Mt. Lemmon Survey |
| 386415 | 2008 UD306             | 30 d'octubre de 2008   | Kitt Peak            | Spacewatch        |
| 386416 | 2008 UM337             | 23 d'octubre de 2008   | Mount Lemmon         | Mt. Lemmon Survey |
| 386417 | 2008 UC345             | 31 d'octubre de 2008   | Kitt Peak            | Spacewatch        |
| 386418 | 2008 UD345             | 31 d'octubre de 2008   | Kitt Peak            | Spacewatch        |
| 386419 | 2008 UA348             | 23 d'octubre de 2008   | Kitt Peak            | Spacewatch        |
| 386420 | 2008 UV352             | 27 d'octubre de 2008   | Kitt Peak            | Spacewatch        |
| 386421 | 2008 UT354             | 27 d'octubre de 2008   | Mount Lemmon         | Mt. Lemmon Survey |
| 386422 | 2008 UY358             | 27 d'octubre de 2008   | Kitt Peak            | Spacewatch        |
| 386423 | 2008 VJ1               | 2 de novembre de 2008  | Socorro              | LINEAR            |
| 386424 | 2008 VX3               | 30 d'octubre de 2008   | Kitt Peak            | Spacewatch        |
| 386425 | 2008 VT12              | 3 de novembre de 2008  | Mount Lemmon         | Mt. Lemmon Survey |
| 386426 | 2008 VC14              | 3 de novembre de 2008  | Mount Lemmon         | Mt. Lemmon Survey |
| 386427 | 2008 VJ18              | 1 de novembre de 2008  | Kitt Peak            | Spacewatch        |
| 386428 | 2008 VW18              | 6 d'octubre de 2008    | Mount Lemmon         | Mt. Lemmon Survey |
| 386429 | 2008 VU21              | 1 de novembre de 2008  | Mount Lemmon         | Mt. Lemmon Survey |
| 386430 | 2008 VY21              | 1 de novembre de 2008  | Mount Lemmon         | Mt. Lemmon Survey |
| 386431 | 2008 VM34              | 2 de novembre de 2008  | Mount Lemmon         | Mt. Lemmon Survey |
| 386432 | 2008 VO38              | 2 de novembre de 2008  | Kitt Peak            | Spacewatch        |
| 386433 | 2008 VX59              | 7 de novembre de 2008  | Catalina             | CSS               |
| 386434 | 2008 VF68              | 2 de novembre de 2008  | Catalina             | CSS               |
| 386435 | 2008 VT76              | 1 de novembre de 2008  | Mount Lemmon         | Mt. Lemmon Survey |
| 386436 | 2008 WV8               | 17 de novembre de 2008 | Kitt Peak            | Spacewatch        |
| 386437 | 2008 WS22              | 18 de novembre de 2008 | Catalina             | CSS               |
| 386438 | 2008 WD39              | 17 de novembre de 2008 | Kitt Peak            | Spacewatch        |
| 386439 | 2008 WV43              | 31 d'octubre de 2008   | Kitt Peak            | Spacewatch        |
| 386440 | 2008 WD62              | 22 de novembre de 2008 | La Sagra             | OAM               |
| 386441 | 2008 WF68              | 18 de novembre de 2008 | Kitt Peak            | Spacewatch        |
| 386442 | 2008 WL85              | 20 de novembre de 2008 | Kitt Peak            | Spacewatch        |
| 386443 | 2008 WQ90              | 22 de novembre de 2008 | La Sagra             | OAM               |
| 386444 | 2008 WG92              | 24 de novembre de 2008 | Dauban               | F. Kugel          |
| 386445 | 2008 WB95              | 21 de novembre de 2008 | Cerro Burek          | Cerro Burek       |
| 386446 | 2008 WQ95              | 1 de novembre de 2008  | Mount Lemmon         | Mt. Lemmon Survey |
| 386447 | 2008 WR98              | 23 de novembre de 2008 | Mount Lemmon         | Mt. Lemmon Survey |
| 386448 | 2008 WM99              | 29 de setembre de 2008 | Mount Lemmon         | Mt. Lemmon Survey |
| 386449 | 2008 WR101             | 20 de novembre de 2008 | Kitt Peak            | Spacewatch        |
| 386450 | 2008 WH109             | 30 de novembre de 2008 | Kitt Peak            | Spacewatch        |
| 386451 | 2008 WV114             | 30 de novembre de 2008 | Kitt Peak            | Spacewatch        |
| 386452 | 2008 WQ137             | 23 de novembre de 2008 | Kitt Peak            | Spacewatch        |
| 386453 | 2008 WT137             | 27 de setembre de 2008 | Mount Lemmon         | Mt. Lemmon Survey |
| 386454 | 2008 XM                | 2 de desembre de 2008  | Socorro              | LINEAR            |
| 386455 | 2008 XZ5               | 4 de desembre de 2008  | Socorro              | LINEAR            |
| 386456 | 2008 XV11              | 2 de desembre de 2008  | Kitt Peak            | Spacewatch        |
| 386457 | 2008 XO14              | 1 de desembre de 2008  | Kitt Peak            | Spacewatch        |
| 386458 | 2008 XW17              | 19 de novembre de 2008 | Kitt Peak            | Spacewatch        |
| 386459 | 2008 XO27              | 24 de setembre de 2008 | Mount Lemmon         | Mt. Lemmon Survey |
| 386460 | 2008 XK30              | 15 de juny de 2007     | Kitt Peak            | Spacewatch        |
| 386461 | 2008 XQ39              | 2 de desembre de 2008  | Kitt Peak            | Spacewatch        |
| 386462 | 2008 XZ43              | 2 de desembre de 2008  | Kitt Peak            | Spacewatch        |
| 386463 | 2008 YA9               | 23 de desembre de 2008 | Piszkéstet&          | K. Sárneczky      |
| 386464 | 2008 YW9               | 2 de novembre de 2008  | Mount Lemmon         | Mt. Lemmon Survey |
| 386465 | 2008 YS11              | 21 de desembre de 2008 | Mount Lemmon         | Mt. Lemmon Survey |
| 386466 | 2008 YP22              | 21 de desembre de 2008 | Mount Lemmon         | Mt. Lemmon Survey |
| 386467 | 2008 YG23              | 19 de desembre de 2008 | La Sagra             | OAM               |
| 386468 | 2008 YU38              | 19 de novembre de 2008 | Kitt Peak            | Spacewatch        |
| 386469 | 2008 YN40              | 29 de desembre de 2008 | Mount Lemmon         | Mt. Lemmon Survey |
| 386470 | 2008 YS50              | 29 de desembre de 2008 | Mount Lemmon         | Mt. Lemmon Survey |
| 386471 | 2008 YK79              | 30 de desembre de 2008 | Mount Lemmon         | Mt. Lemmon Survey |
| 386472 | 2008 YT94              | 21 de desembre de 2008 | Mount Lemmon         | Mt. Lemmon Survey |
| 386473 | 2008 YV94              | 21 de desembre de 2008 | Kitt Peak            | Spacewatch        |
| 386474 | 2008 YB100             | 29 de desembre de 2008 | Kitt Peak            | Spacewatch        |
| 386475 | 2008 YT105             | 22 de desembre de 2008 | Kitt Peak            | Spacewatch        |
| 386476 | 2008 YF119             | 29 de desembre de 2008 | Kitt Peak            | Spacewatch        |
| 386477 | 2008 YG119             | 29 de desembre de 2008 | Kitt Peak            | Spacewatch        |
| 386478 | 2008 YU124             | 10 de setembre de 2007 | Kitt Peak            | Spacewatch        |
| 386479 | 2008 YR146             | 30 de desembre de 2008 | Kitt Peak            | Spacewatch        |
| 386480 | 2008 YS156             | 30 de desembre de 2008 | Mount Lemmon         | Mt. Lemmon Survey |
| 386481 | 2008 YC165             | 29 de desembre de 2008 | Mount Lemmon         | Mt. Lemmon Survey |
| 386482 | 2008 YY167             | 30 de desembre de 2008 | La Sagra             | OAM               |
| 386483 | 2008 YN170             | 29 de desembre de 2008 | Kitt Peak            | Spacewatch        |
| 386484 | 2008 YF172             | 30 de desembre de 2008 | Mount Lemmon         | Mt. Lemmon Survey |
| 386485 | 2009 AZ29              | 15 de gener de 2009    | Kitt Peak            | Spacewatch        |
| 386486 | 2009 AM35              | 15 de gener de 2009    | Kitt Peak            | Spacewatch        |
| 386487 | 2009 AA36              | 15 de gener de 2009    | Kitt Peak            | Spacewatch        |
| 386488 | 2009 AC43              | 3 de gener de 2009     | Mount Lemmon         | Mt. Lemmon Survey |
| 386489 | 2009 AA47              | 3 de gener de 2009     | Mount Lemmon         | Mt. Lemmon Survey |
| 386490 | 2009 AZ47              | 4 de març de 2000      | Socorro              | LINEAR            |
| 386491 | 2009 BR2               | 19 de gener de 2009    | Mayhill              | A. Lowe           |
| 386492 | 2009 BT26              | 16 de gener de 2009    | Kitt Peak            | Spacewatch        |
| 386493 | 2009 BC32              | 2 de gener de 2009     | Mount Lemmon         | Mt. Lemmon Survey |
| 386494 | 2009 BC38              | 30 de desembre de 2008 | Mount Lemmon         | Mt. Lemmon Survey |
| 386495 | 2009 BG38              | 16 de gener de 2009    | Kitt Peak            | Spacewatch        |
| 386496 | 2009 BX39              | 16 de gener de 2009    | Kitt Peak            | Spacewatch        |
| 386497 | 2009 BR40              | 16 de gener de 2009    | Kitt Peak            | Spacewatch        |
| 386498 | 2009 BK41              | 16 de gener de 2009    | Kitt Peak            | Spacewatch        |
| 386499 | 2009 BB46              | 16 de gener de 2009    | Kitt Peak            | Spacewatch        |
| 386500 | 2009 BM46              | 16 de gener de 2009    | Kitt Peak            | Spacewatch        |

## 386501-386600
| Nom    | Designació provisional | Data de descobriment   | Lloc de descobriment | Descobridor/s        |
| ------ | ---------------------- | ---------------------- | -------------------- | -------------------- |
| 386501 | 2009 BA47              | 16 de gener de 2009    | Kitt Peak            | Spacewatch           |
| 386502 | 2009 BJ47              | 16 de gener de 2009    | Kitt Peak            | Spacewatch           |
| 386503 | 2009 BM56              | 17 de gener de 2009    | Kitt Peak            | Spacewatch           |
| 386504 | 2009 BP58              | 29 de gener de 2009    | Catalina             | CSS                  |
| 386505 | 2009 BU60              | 17 de gener de 2009    | Mount Lemmon         | Mt. Lemmon Survey    |
| 386506 | 2009 BX77              | 25 de gener de 2009    | Socorro              | LINEAR               |
| 386507 | 2009 BZ87              | 25 de gener de 2009    | Kitt Peak            | Spacewatch           |
| 386508 | 2009 BX89              | 25 de gener de 2009    | Kitt Peak            | Spacewatch           |
| 386509 | 2009 BD105             | 2 d'octubre de 2006    | Mount Lemmon         | Mt. Lemmon Survey    |
| 386510 | 2009 BP109             | 30 de gener de 2009    | Mount Lemmon         | Mt. Lemmon Survey    |
| 386511 | 2009 BC113             | 24 de novembre de 2008 | Mount Lemmon         | Mt. Lemmon Survey    |
| 386512 | 2009 BD113             | 24 de gener de 2009    | Cerro Burek          | Cerro Burek          |
| 386513 | 2009 BM115             | 22 de desembre de 2008 | Kitt Peak            | Spacewatch           |
| 386514 | 2009 BX115             | 31 de desembre de 2008 | Kitt Peak            | Spacewatch           |
| 386515 | 2009 BY127             | 22 de desembre de 2008 | Mount Lemmon         | Mt. Lemmon Survey    |
| 386516 | 2009 BJ129             | 30 de gener de 2009    | Mount Lemmon         | Mt. Lemmon Survey    |
| 386517 | 2009 BK131             | 31 de gener de 2009    | Mount Lemmon         | Mt. Lemmon Survey    |
| 386518 | 2009 BV134             | 15 de gener de 2009    | Kitt Peak            | Spacewatch           |
| 386519 | 2009 BQ135             | 29 de gener de 2009    | Kitt Peak            | Spacewatch           |
| 386520 | 2009 BD146             | 3 de gener de 2009     | Mount Lemmon         | Mt. Lemmon Survey    |
| 386521 | 2009 BY149             | 31 de gener de 2009    | Kitt Peak            | Spacewatch           |
| 386522 | 2009 BD154             | 20 de gener de 2009    | Kitt Peak            | Spacewatch           |
| 386523 | 2009 BL159             | 3 de gener de 2009     | Mount Lemmon         | Mt. Lemmon Survey    |
| 386524 | 2009 BQ161             | 24 de gener de 2009    | Cerro Burek          | Cerro Burek          |
| 386525 | 2009 BR174             | 25 de gener de 2009    | Kitt Peak            | Spacewatch           |
| 386526 | 2009 BD183             | 25 de gener de 2009    | Catalina             | CSS                  |
| 386527 | 2009 BV184             | 18 de gener de 2009    | Socorro              | LINEAR               |
| 386528 | 2009 CB5               | 12 de febrer de 2009   | Calar Alto           | F. Hormuth           |
| 386529 | 2009 CR20              | 1 de febrer de 2009    | Kitt Peak            | Spacewatch           |
| 386530 | 2009 CA21              | 18 de gener de 2009    | Kitt Peak            | Spacewatch           |
| 386531 | 2009 CQ23              | 18 de gener de 2009    | Kitt Peak            | Spacewatch           |
| 386532 | 2009 CA25              | 1 de febrer de 2009    | Mount Lemmon         | Mt. Lemmon Survey    |
| 386533 | 2009 CW32              | 1 de febrer de 2009    | Kitt Peak            | Spacewatch           |
| 386534 | 2009 CY34              | 2 de febrer de 2009    | Mount Lemmon         | Mt. Lemmon Survey    |
| 386535 | 2009 CF42              | 13 de febrer de 2009   | Kitt Peak            | Spacewatch           |
| 386536 | 2009 CJ48              | 14 de febrer de 2009   | Kitt Peak            | Spacewatch           |
| 386537 | 2009 CE49              | 14 de febrer de 2009   | Mount Lemmon         | Mt. Lemmon Survey    |
| 386538 | 2009 CW56              | 4 de febrer de 2009    | Mount Lemmon         | Mt. Lemmon Survey    |
| 386539 | 2009 CT57              | 2 de febrer de 2009    | Catalina             | CSS                  |
| 386540 | 2009 CN58              | 3 de febrer de 2009    | Mount Lemmon         | Mt. Lemmon Survey    |
| 386541 | 2009 CM59              | 3 de febrer de 2009    | Mount Lemmon         | Mt. Lemmon Survey    |
| 386542 | 2009 CL62              | 5 de febrer de 2009    | Mount Lemmon         | Mt. Lemmon Survey    |
| 386543 | 2009 DZ2               | 17 de febrer de 2009   | Calar Alto           | F. Hormuth           |
| 386544 | 2009 DZ3               | 18 de febrer de 2009   | Socorro              | LINEAR               |
| 386545 | 2009 DY5               | 22 de novembre de 2008 | Kitt Peak            | Spacewatch           |
| 386546 | 2009 DE14              | 18 de febrer de 2009   | Bergisch Gladbac     | W. Bickel            |
| 386547 | 2009 DP14              | 19 de febrer de 2009   | Mount Lemmon         | Mt. Lemmon Survey    |
| 386548 | 2009 DH16              | 17 de febrer de 2009   | La Sagra             | OAM                  |
| 386549 | 2009 DC17              | 30 de gener de 2009    | Mount Lemmon         | Mt. Lemmon Survey    |
| 386550 | 2009 DT31              | 20 de febrer de 2009   | Kitt Peak            | Spacewatch           |
| 386551 | 2009 DS39              | 16 de gener de 2009    | Kitt Peak            | Spacewatch           |
| 386552 | 2009 DM43              | 25 de gener de 1998    | Kitt Peak            | Spacewatch           |
| 386553 | 2009 DQ49              | 19 de febrer de 2009   | Kitt Peak            | Spacewatch           |
| 386554 | 2009 DX52              | 5 de febrer de 2009    | Kitt Peak            | Spacewatch           |
| 386555 | 2009 DJ53              | 22 de febrer de 2009   | Kitt Peak            | Spacewatch           |
| 386556 | 2009 DG55              | 22 de febrer de 2009   | Kitt Peak            | Spacewatch           |
| 386557 | 2009 DU65              | 22 de febrer de 2009   | Mount Lemmon         | Mt. Lemmon Survey    |
| 386558 | 2009 DL66              | 24 de febrer de 2009   | Mount Lemmon         | Mt. Lemmon Survey    |
| 386559 | 2009 DW72              | 19 d'abril de 2004     | Kitt Peak            | Spacewatch           |
| 386560 | 2009 DB78              | 30 de desembre de 2008 | Mount Lemmon         | Mt. Lemmon Survey    |
| 386561 | 2009 DD79              | 31 de gener de 2009    | Kitt Peak            | Spacewatch           |
| 386562 | 2009 DU85              | 27 de febrer de 2009   | Kitt Peak            | Spacewatch           |
| 386563 | 2009 DL86              | 14 de febrer de 2009   | Kitt Peak            | Spacewatch           |
| 386564 | 2009 DK91              | 3 de febrer de 2009    | Kitt Peak            | Spacewatch           |
| 386565 | 2009 DT98              | 16 d'octubre de 2006   | Catalina             | CSS                  |
| 386566 | 2009 DN101             | 13 de febrer de 2009   | Kitt Peak            | Spacewatch           |
| 386567 | 2009 DW111             | 29 d'agost de 2006     | Kitt Peak            | Spacewatch           |
| 386568 | 2009 DO117             | 27 de febrer de 2009   | Kitt Peak            | Spacewatch           |
| 386569 | 2009 DX118             | 27 de febrer de 2009   | Kitt Peak            | Spacewatch           |
| 386570 | 2009 DG129             | 26 de febrer de 2009   | Kitt Peak            | Spacewatch           |
| 386571 | 2009 DS129             | 27 de febrer de 2009   | Kitt Peak            | Spacewatch           |
| 386572 | 2009 DW129             | 27 de febrer de 2009   | Kitt Peak            | Spacewatch           |
| 386573 | 2009 DD132             | 20 de febrer de 2009   | Kitt Peak            | Spacewatch           |
| 386574 | 2009 DO132             | 20 de febrer de 2009   | Kitt Peak            | Spacewatch           |
| 386575 | 2009 DA140             | 19 de febrer de 2009   | Kitt Peak            | Spacewatch           |
| 386576 | 2009 DJ142             | 19 de febrer de 2009   | Kitt Peak            | Spacewatch           |
| 386577 | 2009 DN142             | 27 de febrer de 2009   | Kitt Peak            | Spacewatch           |
| 386578 | 2009 EY1               | 1 de març de 2009      | Kitt Peak            | Spacewatch           |
| 386579 | 2009 EA14              | 2 de febrer de 2009    | Mount Lemmon         | Mt. Lemmon Survey    |
| 386580 | 2009 EF14              | 15 de març de 2009     | Kitt Peak            | Spacewatch           |
| 386581 | 2009 EJ14              | 15 de març de 2009     | Kitt Peak            | Spacewatch           |
| 386582 | 2009 FV18              | 20 de març de 2009     | La Sagra             | OAM                  |
| 386583 | 2009 FM22              | 19 de març de 2009     | Bergisch Gladbac     | W. Bickel            |
| 386584 | 2009 FC27              | 19 de març de 2009     | Mount Lemmon         | Mt. Lemmon Survey    |
| 386585 | 2009 FM30              | 23 de març de 2009     | Hibiscus             | N. Teamo             |
| 386586 | 2009 FQ30              | 25 de març de 2009     | Hibiscus             | N. Teamo             |
| 386587 | 2009 FT30              | 19 de març de 2009     | Catalina             | CSS                  |
| 386588 | 2009 FP33              | 1 de març de 2009      | Mount Lemmon         | Mt. Lemmon Survey    |
| 386589 | 2009 FH39              | 24 de març de 2009     | Mount Lemmon         | Mt. Lemmon Survey    |
| 386590 | 2009 FZ49              | 27 de març de 2009     | Catalina             | CSS                  |
| 386591 | 2009 FN52              | 28 de març de 2009     | Mount Lemmon         | Mt. Lemmon Survey    |
| 386592 | 2009 FS54              | 29 de març de 2009     | Mount Lemmon         | Mt. Lemmon Survey    |
| 386593 | 2009 FN56              | 22 de març de 2009     | Catalina             | CSS                  |
| 386594 | 2009 FS56              | 23 de març de 2009     | Siding Spring        | Siding Spring Survey |
| 386595 | 2009 FY56              | 25 de març de 2009     | Siding Spring        | Siding Spring Survey |
| 386596 | 2009 FD58              | 21 de març de 2009     | Kitt Peak            | Spacewatch           |
| 386597 | 2009 FR59              | 27 de març de 2009     | Siding Spring        | Siding Spring Survey |
| 386598 | 2009 FO65              | 18 de març de 2009     | Catalina             | CSS                  |
| 386599 | 2009 FK67              | 19 de març de 2009     | Mount Lemmon         | Mt. Lemmon Survey    |
| 386600 | 2009 FX68              | 16 de març de 2009     | Catalina             | CSS                  |

## 386601-386700
| Nom    | Designació provisional | Data de descobriment   | Lloc de descobriment | Descobridor/s        |
| ------ | ---------------------- | ---------------------- | -------------------- | -------------------- |
| 386601 | 2009 FP69              | 18 de març de 2009     | Kitt Peak            | Spacewatch           |
| 386602 | 2009 FZ76              | 19 de març de 2009     | Kitt Peak            | Spacewatch           |
| 386603 | 2009 FG77              | 19 de març de 2009     | Mount Lemmon         | Mt. Lemmon Survey    |
| 386604 | 2009 GO5               | 2 d'abril de 2009      | Mount Lemmon         | Mt. Lemmon Survey    |
| 386605 | 2009 HW5               | 17 d'abril de 2009     | Kitt Peak            | Spacewatch           |
| 386606 | 2009 HM11              | 18 d'abril de 2009     | Catalina             | CSS                  |
| 386607 | 2009 HQ29              | 19 d'abril de 2009     | Kitt Peak            | Spacewatch           |
| 386608 | 2009 HR36              | 20 d'abril de 2009     | La Sagra             | OAM                  |
| 386609 | 2009 HF73              | 27 d'abril de 2009     | Siding Spring        | Siding Spring Survey |
| 386610 | 2009 HW95              | 18 de març de 2009     | Kitt Peak            | Spacewatch           |
| 386611 | 2009 HF97              | 17 d'abril de 2009     | Kitt Peak            | Spacewatch           |
| 386612 | 2009 HB100             | 27 d'abril de 2009     | Kitt Peak            | Spacewatch           |
| 386613 | 2009 JN18              | 1 de maig de 2009      | Mount Lemmon         | Mt. Lemmon Survey    |
| 386614 | 2009 OW15              | 28 de juliol de 2009   | Kitt Peak            | Spacewatch           |
| 386615 | 2009 QP6               | 18 d'agost de 2009     | Wildberg             | R. Apitzsch          |
| 386616 | 2009 QC26              | 20 d'agost de 2009     | Taunus               | S. Karge, U. Zimmer  |
| 386617 | 2009 QV53              | 17 d'agost de 2009     | Kitt Peak            | Spacewatch           |
| 386618 | 2009 RD26              | 13 de setembre de 2009 | ESA OGS              | ESA OGS              |
| 386619 | 2009 RP51              | 15 de setembre de 2009 | Kitt Peak            | Spacewatch           |
| 386620 | 2009 RX54              | 6 de setembre de 2008  | Catalina             | CSS                  |
| 386621 | 2009 RL59              | 15 de setembre de 2009 | Kitt Peak            | Spacewatch           |
| 386622 | 2009 SA1               | 16 de setembre de 2009 | Farm Cove            | Farm Cove            |
| 386623 | 2009 SY27              | 16 de setembre de 2009 | Kitt Peak            | Spacewatch           |
| 386624 | 2009 SU28              | 16 de setembre de 2009 | Kitt Peak            | Spacewatch           |
| 386625 | 2009 SH29              | 16 de setembre de 2009 | Kitt Peak            | Spacewatch           |
| 386626 | 2009 SS30              | 16 de setembre de 2009 | Kitt Peak            | Spacewatch           |
| 386627 | 2009 SY59              | 17 de setembre de 2009 | Kitt Peak            | Spacewatch           |
| 386628 | 2009 SP75              | 17 de setembre de 2009 | Kitt Peak            | Spacewatch           |
| 386629 | 2009 SM86              | 18 de setembre de 2009 | Kitt Peak            | Spacewatch           |
| 386630 | 2009 SR95              | 17 de novembre de 2006 | Mount Lemmon         | Mt. Lemmon Survey    |
| 386631 | 2009 SX104             | 13 de desembre de 2006 | Kitt Peak            | Spacewatch           |
| 386632 | 2009 SF108             | 16 de setembre de 2009 | Mount Lemmon         | Mt. Lemmon Survey    |
| 386633 | 2009 SS139             | 21 d'agost de 2008     | Kitt Peak            | Spacewatch           |
| 386634 | 2009 SW169             | 26 de setembre de 2009 | Modra                | S. Gajdoš, J. Világi |
| 386635 | 2009 SQ185             | 21 de setembre de 2009 | Kitt Peak            | Spacewatch           |
| 386636 | 2009 SF200             | 22 de setembre de 2009 | Kitt Peak            | Spacewatch           |
| 386637 | 2009 SB208             | 23 de setembre de 2009 | Kitt Peak            | Spacewatch           |
| 386638 | 2009 SB234             | 23 de setembre de 2009 | Kitt Peak            | Spacewatch           |
| 386639 | 2009 SP240             | 18 de setembre de 2009 | Catalina             | CSS                  |
| 386640 | 2009 SE246             | 17 de setembre de 2009 | Kitt Peak            | Spacewatch           |
| 386641 | 2009 SF250             | 19 de setembre de 2009 | Kitt Peak            | Spacewatch           |
| 386642 | 2009 SS254             | 25 de setembre de 2009 | Kitt Peak            | Spacewatch           |
| 386643 | 2009 SQ258             | 22 de desembre de 2003 | Kitt Peak            | Spacewatch           |
| 386644 | 2009 SE262             | 29 d'agost de 2005     | Kitt Peak            | Spacewatch           |
| 386645 | 2009 SW262             | 23 de setembre de 2009 | Mount Lemmon         | Mt. Lemmon Survey    |
| 386646 | 2009 SY271             | 24 de setembre de 2009 | Kitt Peak            | Spacewatch           |
| 386647 | 2009 SJ308             | 17 de setembre de 2009 | Kitt Peak            | Spacewatch           |
| 386648 | 2009 SP314             | 2 de juny de 2005      | Siding Spring        | Siding Spring Survey |
| 386649 | 2009 SK319             | 20 de setembre de 2009 | Kitt Peak            | Spacewatch           |
| 386650 | 2009 SF321             | 21 de setembre de 2009 | Kitt Peak            | Spacewatch           |
| 386651 | 2009 SM349             | 21 de setembre de 2009 | Mount Lemmon         | Mt. Lemmon Survey    |
| 386652 | 2009 SN352             | 20 de setembre de 2009 | Mount Lemmon         | Mt. Lemmon Survey    |
| 386653 | 2009 SP361             | 28 de setembre de 2009 | Mount Lemmon         | Mt. Lemmon Survey    |
| 386654 | 2009 TH3               | 10 d'octubre de 2009   | La Sagra             | OAM                  |
| 386655 | 2009 TA7               | 12 d'octubre de 2009   | La Sagra             | OAM                  |
| 386656 | 2009 TV10              | 11 d'octubre de 2009   | Mount Lemmon         | Mt. Lemmon Survey    |
| 386657 | 2009 TV45              | 14 d'octubre de 2009   | Catalina             | CSS                  |
| 386658 | 2009 UF12              | 17 d'octubre de 2009   | La Sagra             | OAM                  |
| 386659 | 2009 UQ28              | 18 d'octubre de 2009   | Mount Lemmon         | Mt. Lemmon Survey    |
| 386660 | 2009 UY29              | 18 d'octubre de 2009   | Mount Lemmon         | Mt. Lemmon Survey    |
| 386661 | 2009 UE47              | 18 d'octubre de 2009   | Mount Lemmon         | Mt. Lemmon Survey    |
| 386662 | 2009 UQ50              | 22 d'octubre de 2009   | Mount Lemmon         | Mt. Lemmon Survey    |
| 386663 | 2009 UD58              | 23 d'octubre de 2009   | Mount Lemmon         | Mt. Lemmon Survey    |
| 386664 | 2009 UO75              | 21 d'octubre de 2009   | Mount Lemmon         | Mt. Lemmon Survey    |
| 386665 | 2009 UG79              | 21 d'octubre de 2009   | Mount Lemmon         | Mt. Lemmon Survey    |
| 386666 | 2009 UR93              | 18 de setembre de 2009 | Mount Lemmon         | Mt. Lemmon Survey    |
| 386667 | 2009 UO101             | 23 d'octubre de 2009   | Mount Lemmon         | Mt. Lemmon Survey    |
| 386668 | 2009 UL118             | 23 d'octubre de 2009   | Mount Lemmon         | Mt. Lemmon Survey    |
| 386669 | 2009 UJ120             | 10 de gener de 2007    | Mount Lemmon         | Mt. Lemmon Survey    |
| 386670 | 2009 UD121             | 24 d'octubre de 2009   | Kitt Peak            | Spacewatch           |
| 386671 | 2009 UX128             | 29 d'octubre de 2009   | Bisei SG Center      | BATTeRS              |
| 386672 | 2009 UA129             | 29 d'octubre de 2009   | Bisei SG Center      | BATTeRS              |
| 386673 | 2009 UJ141             | 27 d'octubre de 2009   | Mount Lemmon         | Mt. Lemmon Survey    |
| 386674 | 2009 UU148             | 16 d'octubre de 2009   | Mount Lemmon         | Mt. Lemmon Survey    |
| 386675 | 2009 VQ43              | 9 de novembre de 2009  | Catalina             | CSS                  |
| 386676 | 2009 VT43              | 10 de novembre de 2009 | La Sagra             | OAM                  |
| 386677 | 2009 VW43              | 11 de novembre de 2009 | La Sagra             | OAM                  |
| 386678 | 2009 VA51              | 15 de novembre de 2009 | Catalina             | CSS                  |
| 386679 | 2009 VR51              | 11 de novembre de 2009 | Socorro              | LINEAR               |
| 386680 | 2009 VS57              | 12 de novembre de 2009 | La Sagra             | OAM                  |
| 386681 | 2009 VE64              | 8 de novembre de 2009  | Kitt Peak            | Spacewatch           |
| 386682 | 2009 VS64              | 9 de novembre de 2009  | Kitt Peak            | Spacewatch           |
| 386683 | 2009 VE66              | 9 de novembre de 2009  | Kitt Peak            | Spacewatch           |
| 386684 | 2009 VZ66              | 9 de novembre de 2009  | Kitt Peak            | Spacewatch           |
| 386685 | 2009 VM75              | 12 de novembre de 2009 | La Sagra             | OAM                  |
| 386686 | 2009 VY80              | 10 de novembre de 2009 | La Sagra             | OAM                  |
| 386687 | 2009 VX84              | 17 d'agost de 2009     | Catalina             | CSS                  |
| 386688 | 2009 VB94              | 15 de novembre de 2009 | Catalina             | CSS                  |
| 386689 | 2009 WB7               | 18 de novembre de 2009 | Marly                | P. Kocher            |
| 386690 | 2009 WQ9               | 19 de novembre de 2009 | Socorro              | LINEAR               |
| 386691 | 2009 WT9               | 19 de novembre de 2009 | Socorro              | LINEAR               |
| 386692 | 2009 WH17              | 6 de febrer de 2007    | Mount Lemmon         | Mt. Lemmon Survey    |
| 386693 | 2009 WV32              | 20 de setembre de 2009 | Mount Lemmon         | Mt. Lemmon Survey    |
| 386694 | 2009 WZ34              | 16 de novembre de 2009 | Mount Lemmon         | Mt. Lemmon Survey    |
| 386695 | 2009 WT38              | 17 de novembre de 2009 | Kitt Peak            | Spacewatch           |
| 386696 | 2009 WY38              | 17 de novembre de 2009 | Kitt Peak            | Spacewatch           |
| 386697 | 2009 WZ38              | 17 de novembre de 2009 | Kitt Peak            | Spacewatch           |
| 386698 | 2009 WE39              | 17 de novembre de 2009 | Kitt Peak            | Spacewatch           |
| 386699 | 2009 WF40              | 17 de novembre de 2009 | Kitt Peak            | Spacewatch           |
| 386700 | 2009 WD45              | 18 de novembre de 2009 | Kitt Peak            | Spacewatch           |

## 386701-386800
| Nom    | Designació provisional | Data de descobriment   | Lloc de descobriment | Descobridor/s     |
| ------ | ---------------------- | ---------------------- | -------------------- | ----------------- |
| 386701 | 2009 WH72              | 18 de novembre de 2009 | Kitt Peak            | Spacewatch        |
| 386702 | 2009 WN73              | 18 de novembre de 2009 | Kitt Peak            | Spacewatch        |
| 386703 | 2009 WV88              | 19 de novembre de 2009 | Kitt Peak            | Spacewatch        |
| 386704 | 2009 WV101             | 17 de juny de 2005     | Mount Lemmon         | Mt. Lemmon Survey |
| 386705 | 2009 WG103             | 22 de novembre de 2009 | Kitt Peak            | Spacewatch        |
| 386706 | 2009 WN117             | 20 de novembre de 2009 | Kitt Peak            | Spacewatch        |
| 386707 | 2009 WK123             | 20 de novembre de 2009 | Kitt Peak            | Spacewatch        |
| 386708 | 2009 WX144             | 30 d'octubre de 2002   | Kitt Peak            | Spacewatch        |
| 386709 | 2009 WM163             | 21 de novembre de 2009 | Kitt Peak            | Spacewatch        |
| 386710 | 2009 WL167             | 22 de novembre de 2009 | Kitt Peak            | Spacewatch        |
| 386711 | 2009 WW177             | 9 de novembre de 2005  | Kitt Peak            | Spacewatch        |
| 386712 | 2009 WB183             | 17 de novembre de 2009 | Mount Lemmon         | Mt. Lemmon Survey |
| 386713 | 2009 WX188             | 12 de novembre de 2005 | Kitt Peak            | Spacewatch        |
| 386714 | 2009 WK193             | 24 de novembre de 2009 | Mount Lemmon         | Mt. Lemmon Survey |
| 386715 | 2009 WT210             | 27 de febrer de 2007   | Kitt Peak            | Spacewatch        |
| 386716 | 2009 WS215             | 19 de novembre de 2009 | Catalina             | CSS               |
| 386717 | 2009 WQ217             | 17 de novembre de 2009 | Kitt Peak            | Spacewatch        |
| 386718 | 2009 WX259             | 17 de novembre de 2009 | Kitt Peak            | Spacewatch        |
| 386719 | 2009 WY260             | 21 de novembre de 2009 | Mount Lemmon         | Mt. Lemmon Survey |
| 386720 | 2009 XC2               | 11 de desembre de 2009 | Socorro              | LINEAR            |
| 386721 | 2009 XN12              | 31 d'agost de 2005     | Kitt Peak            | Spacewatch        |
| 386722 | 2009 YC5               | 17 de desembre de 2009 | Mount Lemmon         | Mt. Lemmon Survey |
| 386723 | 2009 YE7               | 17 de desembre de 2009 | La Silla             | D. L. Rabinowitz  |
| 386724 | 2009 YN20              | 27 de desembre de 2009 | Kitt Peak            | Spacewatch        |
| 386725 | 2009 YB24              | 16 de desembre de 2009 | Socorro              | LINEAR            |
| 386726 | 2010 AF1               | 5 de gener de 2010     | Kitt Peak            | Spacewatch        |
| 386727 | 2010 AP1               | 5 de gener de 2010     | Kitt Peak            | Spacewatch        |
| 386728 | 2010 AY8               | 6 de gener de 2010     | Kitt Peak            | Spacewatch        |
| 386729 | 2010 AJ17              | 7 de gener de 2010     | Kitt Peak            | Spacewatch        |
| 386730 | 2010 AA30              | 8 de gener de 2010     | Kitt Peak            | Spacewatch        |
| 386731 | 2010 AT35              | 7 de gener de 2010     | Kitt Peak            | Spacewatch        |
| 386732 | 2010 AU41              | 6 de gener de 2010     | Catalina             | CSS               |
| 386733 | 2010 AK44              | 19 de novembre de 2009 | Mount Lemmon         | Mt. Lemmon Survey |
| 386734 | 2010 AM45              | 28 de novembre de 2005 | Kitt Peak            | Spacewatch        |
| 386735 | 2010 AQ45              | 18 de desembre de 2009 | Mount Lemmon         | Mt. Lemmon Survey |
| 386736 | 2010 AZ45              | 7 de gener de 2010     | Mount Lemmon         | Mt. Lemmon Survey |
| 386737 | 2010 AR50              | 22 de setembre de 2008 | Kitt Peak            | Spacewatch        |
| 386738 | 2010 AV58              | 12 de setembre de 2007 | Mount Lemmon         | Mt. Lemmon Survey |
| 386739 | 2010 AH65              | 11 de gener de 2010    | Kitt Peak            | Spacewatch        |
| 386740 | 2010 AX66              | 11 de gener de 2010    | Kitt Peak            | Spacewatch        |
| 386741 | 2010 AO67              | 29 de juliol de 2008   | Mount Lemmon         | Mt. Lemmon Survey |
| 386742 | 2010 AO80              | 12 de gener de 2010    | Kitt Peak            | Spacewatch        |
| 386743 | 2010 AR116             | 13 de gener de 2010    | WISE                 | WISE              |
| 386744 | 2010 BH3               | 19 de gener de 2010    | Dauban               | F. Kugel          |
| 386745 | 2010 BC10              | 5 de desembre de 2008  | Mount Lemmon         | Mt. Lemmon Survey |
| 386746 | 2010 BU11              | 16 de gener de 2010    | WISE                 | WISE              |
| 386747 | 2010 BC25              | 17 de gener de 2010    | WISE                 | WISE              |
| 386748 | 2010 BS39              | 13 d'octubre de 2007   | Mount Lemmon         | Mt. Lemmon Survey |
| 386749 | 2010 BZ60              | 21 de gener de 2010    | WISE                 | WISE              |
| 386750 | 2010 BB94              | 27 de gener de 2010    | WISE                 | WISE              |
| 386751 | 2010 CR10              | 9 de febrer de 2010    | WISE                 | WISE              |
| 386752 | 2010 CW12              | 9 de febrer de 2010    | WISE                 | WISE              |
| 386753 | 2010 CV32              | 7 d'octubre de 2008    | Mount Lemmon         | Mt. Lemmon Survey |
| 386754 | 2010 CB40              | 13 de febrer de 2010   | Mount Lemmon         | Mt. Lemmon Survey |
| 386755 | 2010 CZ40              | 13 de febrer de 2010   | Mount Lemmon         | Mt. Lemmon Survey |
| 386756 | 2010 CT59              | 14 de febrer de 2010   | Socorro              | LINEAR            |
| 386757 | 2010 CL63              | 9 de febrer de 2010    | Kitt Peak            | Spacewatch        |
| 386758 | 2010 CJ68              | 10 de febrer de 2010   | Kitt Peak            | Spacewatch        |
| 386759 | 2010 CW89              | 14 de febrer de 2010   | Mount Lemmon         | Mt. Lemmon Survey |
| 386760 | 2010 CK93              | 14 de febrer de 2010   | Kitt Peak            | Spacewatch        |
| 386761 | 2010 CJ98              | 14 de febrer de 2010   | Kitt Peak            | Spacewatch        |
| 386762 | 2010 CE102             | 14 de febrer de 2010   | Mount Lemmon         | Mt. Lemmon Survey |
| 386763 | 2010 CO114             | 10 d'octubre de 2004   | Kitt Peak            | Spacewatch        |
| 386764 | 2010 CM128             | 17 de juny de 2007     | Kitt Peak            | Spacewatch        |
| 386765 | 2010 CC144             | 9 de febrer de 2010    | Catalina             | CSS               |
| 386766 | 2010 CB148             | 13 de febrer de 2010   | Mount Lemmon         | Mt. Lemmon Survey |
| 386767 | 2010 CR160             | 27 de novembre de 2009 | Mount Lemmon         | Mt. Lemmon Survey |
| 386768 | 2010 CJ169             | 9 de febrer de 2010    | Kitt Peak            | Spacewatch        |
| 386769 | 2010 CB180             | 15 de febrer de 2010   | Catalina             | CSS               |
| 386770 | 2010 CS180             | 9 de febrer de 2010    | Kitt Peak            | Spacewatch        |
| 386771 | 2010 CJ185             | 14 de febrer de 2010   | Catalina             | CSS               |
| 386772 | 2010 CA223             | 8 de febrer de 2010    | WISE                 | WISE              |
| 386773 | 2010 CB223             | 8 de febrer de 2010    | WISE                 | WISE              |
| 386774 | 2010 CK225             | 8 de febrer de 2010    | WISE                 | WISE              |
| 386775 | 2010 CJ231             | 31 de gener de 2009    | Kitt Peak            | Spacewatch        |
| 386776 | 2010 DQ6               | 16 de febrer de 2010   | Kitt Peak            | Spacewatch        |
| 386777 | 2010 DZ21              | 16 de febrer de 2010   | Mount Lemmon         | Mt. Lemmon Survey |
| 386778 | 2010 DF24              | 19 de febrer de 2010   | WISE                 | WISE              |
| 386779 | 2010 DS42              | 17 de febrer de 2010   | Kitt Peak            | Spacewatch        |
| 386780 | 2010 DR45              | 19 d'octubre de 2008   | Kitt Peak            | Spacewatch        |
| 386781 | 2010 DN48              | 29 de setembre de 2008 | Mount Lemmon         | Mt. Lemmon Survey |
| 386782 | 2010 DG49              | 18 de febrer de 2010   | Catalina             | CSS               |
| 386783 | 2010 DK74              | 18 de febrer de 2010   | Kitt Peak            | Spacewatch        |
| 386784 | 2010 EY18              | 8 de març de 2010      | WISE                 | WISE              |
| 386785 | 2010 EM21              | 4 de març de 2010      | Kitt Peak            | Spacewatch        |
| 386786 | 2010 ER21              | 4 de març de 2010      | Kitt Peak            | Spacewatch        |
| 386787 | 2010 ES35              | 10 de març de 2010     | La Sagra             | OAM               |
| 386788 | 2010 EA38              | 12 de març de 2010     | Mount Lemmon         | Mt. Lemmon Survey |
| 386789 | 2010 EW38              | 5 de març de 2010      | Catalina             | CSS               |
| 386790 | 2010 EZ69              | 13 de març de 2010     | Črni Vrh             | Crni Vrh          |
| 386791 | 2010 EB70              | 14 de març de 2010     | Catalina             | CSS               |
| 386792 | 2010 EP90              | 23 de març de 2006     | Kitt Peak            | Spacewatch        |
| 386793 | 2010 EG104             | 14 de juny de 2007     | Kitt Peak            | Spacewatch        |
| 386794 | 2010 EV104             | 13 de març de 2010     | Catalina             | CSS               |
| 386795 | 2010 EW105             | 9 de febrer de 1997    | Kitt Peak            | Spacewatch        |
| 386796 | 2010 EW111             | 28 de setembre de 2003 | Kitt Peak            | Spacewatch        |
| 386797 | 2010 EW112             | 13 de març de 2010     | Kitt Peak            | Spacewatch        |
| 386798 | 2010 EM113             | 14 de març de 2010     | La Sagra             | OAM               |
| 386799 | 2010 ES122             | 15 de març de 2010     | Kitt Peak            | Spacewatch        |
| 386800 | 2010 EJ129             | 13 de març de 2005     | Kitt Peak            | Spacewatch        |

## 386801-386900
| Nom    | Designació provisional | Data de descobriment   | Lloc de descobriment | Descobridor/s          |
| ------ | ---------------------- | ---------------------- | -------------------- | ---------------------- |
| 386801 | 2010 ER130             | 2 d'octubre de 2003    | Kitt Peak            | Spacewatch             |
| 386802 | 2010 EA139             | 14 de març de 2010     | Catalina             | CSS                    |
| 386803 | 2010 EV140             | 13 de març de 2010     | Kitt Peak            | Spacewatch             |
| 386804 | 2010 EL147             | 13 de novembre de 2007 | Mount Lemmon         | Mt. Lemmon Survey      |
| 386805 | 2010 FX2               | 18 de febrer de 2010   | Kitt Peak            | Spacewatch             |
| 386806 | 2010 FY4               | 16 de març de 2010     | Mount Lemmon         | Mt. Lemmon Survey      |
| 386807 | 2010 FL5               | 13 de setembre de 2007 | Mount Lemmon         | Mt. Lemmon Survey      |
| 386808 | 2010 FU20              | 18 de desembre de 2004 | Mount Lemmon         | Mt. Lemmon Survey      |
| 386809 | 2010 FE21              | 22 de juny de 2007     | Kitt Peak            | Spacewatch             |
| 386810 | 2010 FK24              | 18 de març de 2010     | Kitt Peak            | Spacewatch             |
| 386811 | 2010 FX26              | 20 de març de 2010     | Kitt Peak            | Spacewatch             |
| 386812 | 2010 FZ28              | 19 de març de 2010     | Kitt Peak            | Spacewatch             |
| 386813 | 2010 FG57              | 18 de març de 2010     | Kitt Peak            | Spacewatch             |
| 386814 | 2010 FH87              | 18 de març de 2010     | Kitt Peak            | Spacewatch             |
| 386815 | 2010 FN94              | 9 de febrer de 2005    | Kitt Peak            | Spacewatch             |
| 386816 | 2010 GP23              | 5 d'abril de 2010      | Sandlot              | G. Hug                 |
| 386817 | 2010 GN24              | 11 d'octubre de 2007   | Mount Lemmon         | Mt. Lemmon Survey      |
| 386818 | 2010 GB27              | 5 d'abril de 2010      | Kitt Peak            | Spacewatch             |
| 386819 | 2010 GR29              | 8 d'abril de 2010      | Purple Mountain      | PMO NEO Survey Program |
| 386820 | 2010 GK33              | 10 d'abril de 2010     | Plana                | F. Fratev              |
| 386821 | 2010 GS62              | 6 d'abril de 2010      | Catalina             | CSS                    |
| 386822 | 2010 GY99              | 4 d'abril de 2010      | Catalina             | CSS                    |
| 386823 | 2010 GX106             | 12 de març de 2010     | Kitt Peak            | Spacewatch             |
| 386824 | 2010 GS120             | 24 d'octubre de 2003   | Kitt Peak            | Spacewatch             |
| 386825 | 2010 GJ124             | 8 de maig de 2005      | Mount Lemmon         | Mt. Lemmon Survey      |
| 386826 | 2010 GL126             | 10 d'abril de 2010     | Kitt Peak            | Spacewatch             |
| 386827 | 2010 GQ140             | 8 d'abril de 2010      | Kitt Peak            | Spacewatch             |
| 386828 | 2010 GY143             | 10 d'abril de 2010     | Mount Lemmon         | Mt. Lemmon Survey      |
| 386829 | 2010 GG161             | 9 d'abril de 2010      | Catalina             | CSS                    |
| 386830 | 2010 GV172             | 16 de febrer de 2001   | Kitt Peak            | Spacewatch             |
| 386831 | 2010 HX56              | 15 de març de 2009     | Kitt Peak            | Spacewatch             |
| 386832 | 2010 HU58              | 25 d'abril de 2010     | WISE                 | WISE                   |
| 386833 | 2010 HE103             | 20 d'abril de 2010     | Mount Lemmon         | Mt. Lemmon Survey      |
| 386834 | 2010 JM31              | 9 d'abril de 2010      | Kitt Peak            | Spacewatch             |
| 386835 | 2010 JG34              | 6 de maig de 2010      | Catalina             | CSS                    |
| 386836 | 2010 JO39              | 23 de febrer de 2010   | WISE                 | WISE                   |
| 386837 | 2010 JT72              | 25 de gener de 2009    | Kitt Peak            | Spacewatch             |
| 386838 | 2010 JJ73              | 9 de febrer de 2005    | Kitt Peak            | Spacewatch             |
| 386839 | 2010 JK85              | 31 de gener de 2009    | Mount Lemmon         | Mt. Lemmon Survey      |
| 386840 | 2010 JX106             | 12 de maig de 2010     | WISE                 | WISE                   |
| 386841 | 2010 JW110             | 14 de febrer de 2010   | Mount Lemmon         | Mt. Lemmon Survey      |
| 386842 | 2010 JQ117             | 18 de febrer de 2010   | WISE                 | WISE                   |
| 386843 | 2010 JB170             | 12 de maig de 2010     | Kitt Peak            | Spacewatch             |
| 386844 | 2010 JL177             | 29 de febrer de 2000   | Socorro              | LINEAR                 |
| 386845 | 2010 JZ177             | 10 de desembre de 2004 | Kitt Peak            | Spacewatch             |
| 386846 | 2010 KS14              | 17 de maig de 2010     | WISE                 | WISE                   |
| 386847 | 2010 LR33              | 6 de juny de 2010      | WISE                 | WISE                   |
| 386848 | 2010 LG110             | 14 de setembre de 2006 | Kitt Peak            | Spacewatch             |
| 386849 | 2010 LC128             | 13 de març de 2010     | Catalina             | CSS                    |
| 386850 | 2010 MM                | 29 de desembre de 2008 | Mount Lemmon         | Mt. Lemmon Survey      |
| 386851 | 2010 ME75              | 26 de juny de 2010     | WISE                 | WISE                   |
| 386852 | 2010 PQ66              | 14 d'agost de 2010     | Socorro              | LINEAR                 |
| 386853 | 2010 UM79              | 7 de setembre de 2008  | Mount Lemmon         | Mt. Lemmon Survey      |
| 386854 | 2010 UT79              | 5 de setembre de 2008  | Kitt Peak            | Spacewatch             |
| 386855 | 2010 UT96              | 25 de març de 2006     | Kitt Peak            | Spacewatch             |
| 386856 | 2010 XZ7               | 12 de novembre de 2010 | Mount Lemmon         | Mt. Lemmon Survey      |
| 386857 | 2010 XR39              | 22 de gener de 2006    | Catalina             | CSS                    |
| 386858 | 2010 XS63              | 18 d'agost de 2009     | Kitt Peak            | Spacewatch             |
| 386859 | 2011 AB23              | 5 de desembre de 2007  | Catalina             | CSS                    |
| 386860 | 2011 BD13              | 23 d'agost de 2001     | Anderson Mesa        | LONEOS                 |
| 386861 | 2011 DX5               | 10 de desembre de 2010 | Mount Lemmon         | Mt. Lemmon Survey      |
| 386862 | 2011 DR8               | 15 de desembre de 2006 | Kitt Peak            | Spacewatch             |
| 386863 | 2011 DB13              | 20 d'agost de 2009     | Kitt Peak            | Spacewatch             |
| 386864 | 2011 DQ19              | 28 d'agost de 2009     | Kitt Peak            | Spacewatch             |
| 386865 | 2011 DE20              | 23 de febrer de 2011   | Catalina             | CSS                    |
| 386866 | 2011 EX9               | 30 d'agost de 2005     | Kitt Peak            | Spacewatch             |
| 386867 | 2011 EB39              | 10 de febrer de 2011   | Mount Lemmon         | Mt. Lemmon Survey      |
| 386868 | 2011 EF42              | 19 d'octubre de 2006   | Kitt Peak            | Spacewatch             |
| 386869 | 2011 EC45              | 4 d'abril de 2008      | Kitt Peak            | Spacewatch             |
| 386870 | 2011 EE53              | 24 de gener de 2007    | Mount Lemmon         | Mt. Lemmon Survey      |
| 386871 | 2011 EJ70              | 23 d'octubre de 2006   | Mount Lemmon         | Mt. Lemmon Survey      |
| 386872 | 2011 FK4               | 2 de juny de 2008      | Mount Lemmon         | Mt. Lemmon Survey      |
| 386873 | 2011 FR5               | 17 de novembre de 2009 | Mount Lemmon         | Mt. Lemmon Survey      |
| 386874 | 2011 FT5               | 27 de desembre de 2006 | Mount Lemmon         | Mt. Lemmon Survey      |
| 386875 | 2011 FR8               | 3 de febrer de 1997    | Kitt Peak            | Spacewatch             |
| 386876 | 2011 FG13              | 18 d'octubre de 2009   | Mount Lemmon         | Mt. Lemmon Survey      |
| 386877 | 2011 FV24              | 17 de març de 2004     | Kitt Peak            | Spacewatch             |
| 386878 | 2011 FZ28              | 22 de novembre de 2006 | Kitt Peak            | Spacewatch             |
| 386879 | 2011 FS43              | 30 de gener de 2004    | Kitt Peak            | Spacewatch             |
| 386880 | 2011 FU45              | 10 de gener de 2007    | Kitt Peak            | Spacewatch             |
| 386881 | 2011 FW46              | 28 de març de 2004     | Kitt Peak            | Spacewatch             |
| 386882 | 2011 FV65              | 20 de setembre de 2008 | Catalina             | CSS                    |
| 386883 | 2011 FM86              | 23 de novembre de 2006 | Mount Lemmon         | Mt. Lemmon Survey      |
| 386884 | 2011 FS131             | 4 d'octubre de 2002    | Socorro              | LINEAR                 |
| 386885 | 2011 FJ144             | 14 d'octubre de 2009   | Mount Lemmon         | Mt. Lemmon Survey      |
| 386886 | 2011 FC149             | 31 d'agost de 2005     | Kitt Peak            | Spacewatch             |
| 386887 | 2011 GG22              | 27 d'octubre de 2009   | Mount Lemmon         | Mt. Lemmon Survey      |
| 386888 | 2011 GX25              | 24 de novembre de 2009 | Kitt Peak            | Spacewatch             |
| 386889 | 2011 GK31              | 18 de febrer de 2004   | Kitt Peak            | Spacewatch             |
| 386890 | 2011 GP56              | 24 de maig de 2006     | Mount Lemmon         | Mt. Lemmon Survey      |
| 386891 | 2011 GD58              | 19 de setembre de 2009 | Mount Lemmon         | Mt. Lemmon Survey      |
| 386892 | 2011 GA72              | 16 d'abril de 2001     | Kitt Peak            | Spacewatch             |
| 386893 | 2011 GJ73              | 21 de desembre de 2006 | Kitt Peak            | Spacewatch             |
| 386894 | 2011 GK73              | 22 de gener de 2004    | Socorro              | LINEAR                 |
| 386895 | 2011 GZ75              | 7 de gener de 2010     | Mount Lemmon         | Mt. Lemmon Survey      |
| 386896 | 2011 GW79              | 1 d'octubre de 2005    | Mount Lemmon         | Mt. Lemmon Survey      |
| 386897 | 2011 GW84              | 23 de març de 2001     | Cima Ekar            | ADAS                   |
| 386898 | 2011 HZ4               | 20 de desembre de 2009 | Mount Lemmon         | Mt. Lemmon Survey      |
| 386899 | 2011 HP12              | 7 d'octubre de 2008    | Mount Lemmon         | Mt. Lemmon Survey      |
| 386900 | 2011 HF29              | 15 de maig de 2004     | Campo Imperatore     | CINEOS                 |

## 386901-387000
| Nom    | Designació provisional | Data de descobriment   | Lloc de descobriment | Descobridor/s        |
| ------ | ---------------------- | ---------------------- | -------------------- | -------------------- |
| 386901 | 2011 HS29              | 21 de febrer de 2007   | Mount Lemmon         | Mt. Lemmon Survey    |
| 386902 | 2011 HH33              | 25 de març de 2003     | Anderson Mesa        | LONEOS               |
| 386903 | 2011 HA41              | 14 de juny de 2007     | Kitt Peak            | Spacewatch           |
| 386904 | 2011 HF44              | 10 de març de 2007     | Kitt Peak            | Spacewatch           |
| 386905 | 2011 HT50              | 14 de desembre de 2001 | Socorro              | LINEAR               |
| 386906 | 2011 HY51              | 23 d'abril de 2011     | Kitt Peak            | Spacewatch           |
| 386907 | 2011 HQ57              | 10 de gener de 2007    | Mount Lemmon         | Mt. Lemmon Survey    |
| 386908 | 2011 HU63              | 13 d'abril de 2011     | Mount Lemmon         | Mt. Lemmon Survey    |
| 386909 | 2011 HG73              | 5 de setembre de 2007  | Catalina             | CSS                  |
| 386910 | 2011 HV74              | 27 d'abril de 2011     | Kitt Peak            | Spacewatch           |
| 386911 | 2011 HY74              | 31 de desembre de 2002 | Socorro              | LINEAR               |
| 386912 | 2011 HD81              | 17 de novembre de 2006 | Mount Lemmon         | Mt. Lemmon Survey    |
| 386913 | 2011 HU83              | 27 de setembre de 2009 | Kitt Peak            | Spacewatch           |
| 386914 | 2011 JY2               | 24 d'abril de 2011     | Kitt Peak            | Spacewatch           |
| 386915 | 2011 JK5               | 9 d'octubre de 2008    | Catalina             | CSS                  |
| 386916 | 2011 JX15              | 17 de gener de 2007    | Catalina             | CSS                  |
| 386917 | 2011 JX26              | 20 de març de 2010     | WISE                 | WISE                 |
| 386918 | 2011 JK28              | 31 de maig de 2000     | Kitt Peak            | Spacewatch           |
| 386919 | 2011 KB3               | 17 de febrer de 2007   | Mount Lemmon         | Mt. Lemmon Survey    |
| 386920 | 2011 KB4               | 12 de gener de 2010    | Mount Lemmon         | Mt. Lemmon Survey    |
| 386921 | 2011 KX7               | 22 de març de 2004     | Anderson Mesa        | LONEOS               |
| 386922 | 2011 KC10              | 6 de novembre de 2008  | Catalina             | CSS                  |
| 386923 | 2011 KC13              | 26 d'octubre de 2008   | Mount Lemmon         | Mt. Lemmon Survey    |
| 386924 | 2011 KV28              | 20 d'abril de 2004     | Kitt Peak            | Spacewatch           |
| 386925 | 2011 KV31              | 6 d'abril de 2005      | Catalina             | CSS                  |
| 386926 | 2011 KL34              | 27 de gener de 2007    | Kitt Peak            | Spacewatch           |
| 386927 | 2011 LG2               | 27 d'octubre de 2005   | Kitt Peak            | Spacewatch           |
| 386928 | 2011 LJ24              | 15 de març de 2007     | Kitt Peak            | Spacewatch           |
| 386929 | 2011 LN26              | 17 de setembre de 2006 | Catalina             | CSS                  |
| 386930 | 2011 LV26              | 1 de gener de 2009     | Kitt Peak            | Spacewatch           |
| 386931 | 2011 LW26              | 22 de febrer de 2007   | Catalina             | CSS                  |
| 386932 | 2011 LJ28              | 2 de desembre de 2008  | Kitt Peak            | Spacewatch           |
| 386933 | 2011 NL3               | 16 de juliol de 2007   | Siding Spring        | Siding Spring Survey |
| 386934 | 2011 OU                | 13 de maig de 2010     | Mount Lemmon         | Mt. Lemmon Survey    |
| 386935 | 2011 OE3               | 11 de setembre de 2007 | Catalina             | CSS                  |
| 386936 | 2011 OC7               | 26 d'octubre de 2008   | Mount Lemmon         | Mt. Lemmon Survey    |
| 386937 | 2011 OM23              | 17 de maig de 2010     | WISE                 | WISE                 |
| 386938 | 2011 OX43              | 27 de setembre de 2008 | Mount Lemmon         | Mt. Lemmon Survey    |
| 386939 | 2011 OA49              | 31 de desembre de 2008 | Kitt Peak            | Spacewatch           |
| 386940 | 2011 OZ58              | 27 de juny de 2011     | Mount Lemmon         | Mt. Lemmon Survey    |
| 386941 | 2011 PJ10              | 19 de setembre de 2006 | Catalina             | CSS                  |
| 386942 | 2011 QT17              | 17 de desembre de 2007 | Kitt Peak            | Spacewatch           |
| 386943 | 2011 QJ36              | 17 de setembre de 2006 | Kitt Peak            | Spacewatch           |
| 386944 | 2011 QO43              | 16 de setembre de 2006 | Catalina             | CSS                  |
| 386945 | 2011 QR57              | 8 de març de 1997      | Kitt Peak            | Spacewatch           |
| 386946 | 2011 QD92              | 19 de juny de 2006     | Mount Lemmon         | Mt. Lemmon Survey    |
| 386947 | 2011 QC95              | 29 de desembre de 2003 | Kitt Peak            | Spacewatch           |
| 386948 | 2011 QT96              | 26 de setembre de 2006 | Kitt Peak            | Spacewatch           |
| 386949 | 2011 ST27              | 28 de setembre de 2006 | Catalina             | CSS                  |
| 386950 | 2011 SO65              | 26 de març de 2003     | Kitt Peak            | Spacewatch           |
| 386951 | 2011 SL74              | 16 de maig de 2004     | Kitt Peak            | Spacewatch           |
| 386952 | 2011 SN127             | 20 de setembre de 2011 | Kitt Peak            | Spacewatch           |
| 386953 | 2011 SM130             | 14 de setembre de 2005 | Kitt Peak            | Spacewatch           |
| 386954 | 2011 SG164             | 1 d'octubre de 2005    | Kitt Peak            | Spacewatch           |
| 386955 | 2011 SS184             | 1 de setembre de 2005  | Kitt Peak            | Spacewatch           |
| 386956 | 2011 SU195             | 3 d'octubre de 2006    | Mount Lemmon         | Mt. Lemmon Survey    |
| 386957 | 2011 SY207             | 20 de desembre de 2007 | Mount Lemmon         | Mt. Lemmon Survey    |
| 386958 | 2011 SE208             | 4 de maig de 2006      | Siding Spring        | Siding Spring Survey |
| 386959 | 2011 ST211             | 7 de març de 2003      | Kitt Peak            | Spacewatch           |
| 386960 | 2011 SL222             | 17 de juny de 2005     | Mount Lemmon         | Mt. Lemmon Survey    |
| 386961 | 2011 SN237             | 25 d'abril de 2004     | Kitt Peak            | Spacewatch           |
| 386962 | 2011 SD239             | 27 de febrer de 2009   | Mount Lemmon         | Mt. Lemmon Survey    |
| 386963 | 2011 UF34              | 30 d'agost de 2005     | Kitt Peak            | Spacewatch           |
| 386964 | 2011 UN105             | 6 de febrer de 2003    | Kitt Peak            | Spacewatch           |
| 386965 | 2011 UP211             | 31 de desembre de 2007 | Kitt Peak            | Spacewatch           |
| 386966 | 2011 WC51              | 18 d'agost de 2009     | Kitt Peak            | Spacewatch           |
| 386967 | 2011 YS34              | 2 de febrer de 2001    | Kitt Peak            | Spacewatch           |
| 386968 | 2012 BR61              | 30 de desembre de 2008 | Kitt Peak            | Spacewatch           |
| 386969 | 2012 GJ                | 22 d'abril de 2007     | Mount Lemmon         | Mt. Lemmon Survey    |
| 386970 | 2012 HN15              | 20 d'abril de 2007     | Kitt Peak            | Spacewatch           |
| 386971 | 2012 JU25              | 8 de març de 2006      | Mount Lemmon         | Mt. Lemmon Survey    |
| 386972 | 2012 JD65              | 9 d'agost de 2007      | Socorro              | LINEAR               |
| 386973 | 2012 KR41              | 2 de maig de 2008      | Mount Lemmon         | Mt. Lemmon Survey    |
| 386974 | 2012 LX6               | 24 de maig de 2006     | Kitt Peak            | Spacewatch           |
| 386975 | 2012 LQ18              | 12 d'octubre de 2005   | Kitt Peak            | Spacewatch           |
| 386976 | 2012 LY25              | 16 de setembre de 2009 | Catalina             | CSS                  |
| 386977 | 2012 MK4               | 29 de març de 2011     | Kitt Peak            | Spacewatch           |
| 386978 | 2012 MA10              | 20 de setembre de 2008 | Catalina             | CSS                  |
| 386979 | 2012 OW4               | 29 de maig de 2008     | Kitt Peak            | Spacewatch           |
| 386980 | 2012 PG17              | 19 d'octubre de 2001   | Kitt Peak            | Spacewatch           |
| 386981 | 2012 PK17              | 14 de gener de 2010    | Mount Lemmon         | Mt. Lemmon Survey    |
| 386982 | 2012 PW19              | 8 de febrer de 2007    | Kitt Peak            | Spacewatch           |
| 386983 | 2012 PB30              | 13 de març de 2007     | Mount Lemmon         | Mt. Lemmon Survey    |
| 386984 | 2012 PR32              | 5 de setembre de 2005  | Siding Spring        | Siding Spring Survey |
| 386985 | 2012 PC33              | 12 de febrer de 2004   | Kitt Peak            | Spacewatch           |
| 386986 | 2012 PR34              | 13 de maig de 2007     | Mount Lemmon         | Mt. Lemmon Survey    |
| 386987 | 2012 QK19              | 10 de març de 2007     | Mount Lemmon         | Mt. Lemmon Survey    |
| 386988 | 2012 QR20              | 25 de desembre de 2005 | Kitt Peak            | Spacewatch           |
| 386989 | 2012 QC21              | 24 d'agost de 1998     | Socorro              | LINEAR               |
| 386990 | 2012 QC26              | 25 de juliol de 2008   | Mount Lemmon         | Mt. Lemmon Survey    |
| 386991 | 2012 QA27              | 30 de setembre de 2007 | Kitt Peak            | Spacewatch           |
| 386992 | 2012 QE29              | 20 de maig de 2006     | Mount Lemmon         | Mt. Lemmon Survey    |
| 386993 | 2012 QK34              | 19 de gener de 2005    | Kitt Peak            | Spacewatch           |
| 386994 | 2012 QB38              | 4 d'agost de 2008      | Siding Spring        | Siding Spring Survey |
| 386995 | 2012 QC38              | 6 d'octubre de 2008    | Kitt Peak            | Spacewatch           |
| 386996 | 2012 QN40              | 2 de febrer de 2006    | Mount Lemmon         | Mt. Lemmon Survey    |
| 386997 | 2012 QN41              | 24 de setembre de 2008 | Catalina             | CSS                  |
| 386998 | 2012 QY44              | 30 de novembre de 2005 | Mount Lemmon         | Mt. Lemmon Survey    |
| 386999 | 2012 QY50              | 4 d'agost de 2008      | Siding Spring        | Siding Spring Survey |
| 387000 | 2012 RZ2               | 31 de gener de 2009    | Kitt Peak            | Spacewatch           |